# Toggenburger Haus

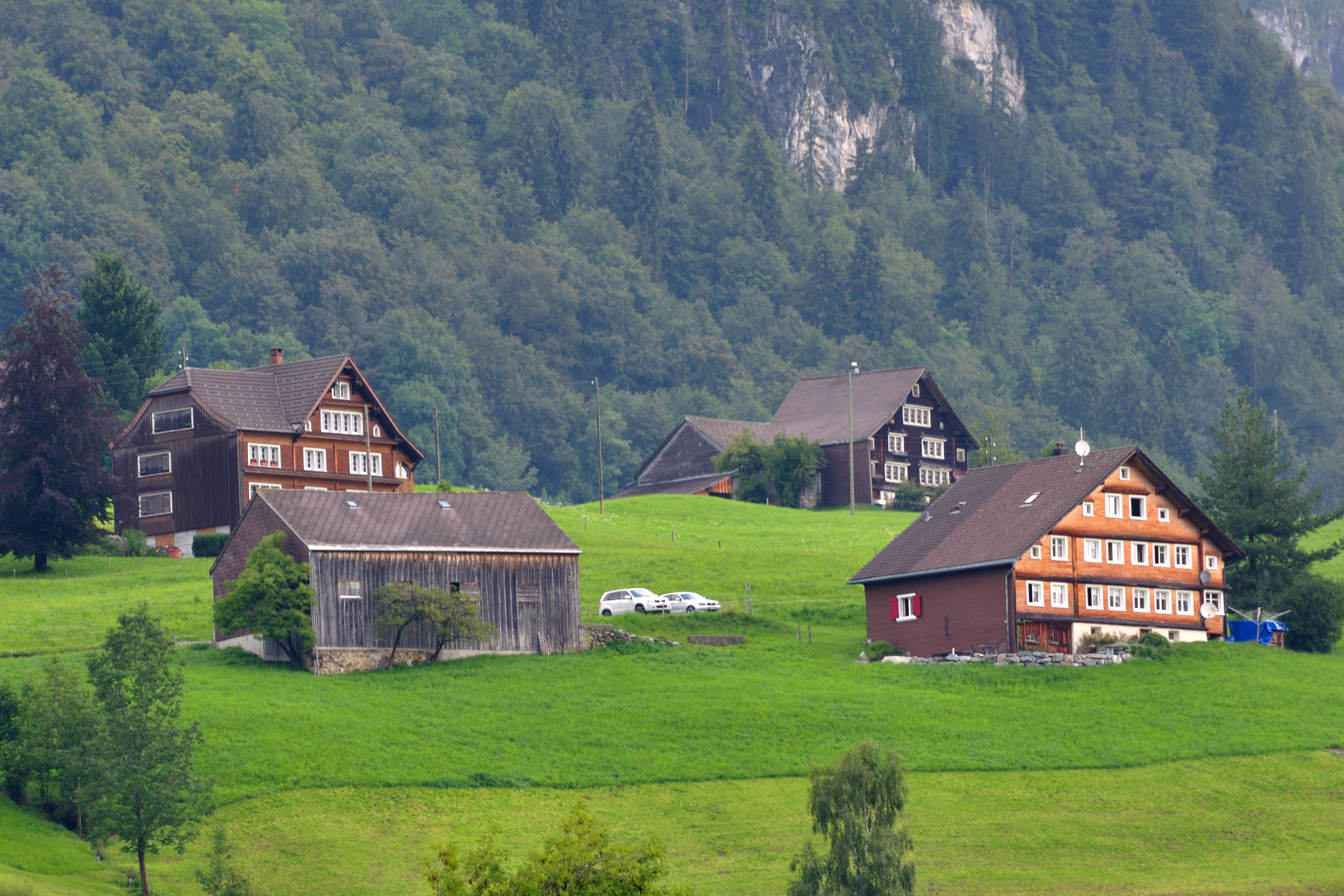
Toggenburger Häuser in Unterwasser

Das Toggenburger Haus ist die traditionelle bäuerliche Hausform im Toggenburg. Dieser Haustyp wurde in der zweiten Hälfte des 17. und im 18. Jahrhundert gebaut und prägt heute noch die Landschaft des Tals.

## Geschichte
Die Bauernhäuser an der Alpennordseite waren vor dem Dreissigjährigen Krieg klein und innen dunkel. Sie trugen ein flach geneigtes Dach, weil als Bedachungsmaterial nur einheimische Brettschindeln mit groben Steinen zur Beschwerung in Frage kamen. Eisennägel konnten noch zu Beginn des Krieges nur in geringen Mengen bezogen werden. Ab 1680 kamen im Toggenburg die ersten Schmieden auf, was von der Obrigkeit in St. Gallen gefördert wurde. Kurz vor 1600 entwickelte man in Lüttich ein neues Verfahren, Nageleisen zu spalten, statt mit dem Hammer zu schmieden. Die so hergestellten Nägel wurden zunächst im holländischen Schiffsbau verwendet. In der zweiten Hälfte des 17. Jahrhunderts kam es zu einem Preissturz der Eisennägel, und ab 1670 wurden im Toggenburg die ersten stattlichen Strickbauhäuser mit steilen Nageldächern erbaut. Die Eigentümer dieser Häuser waren jedoch keine einfachen Bauern, sondern wohlhabende Kaufleute, die mit dem Leinengewerbe reich geworden waren.
Gegen 1700 kam es zur politischen Krise zwischen der Bevölkerung des Toggenburgs und dem Fürstabt, die 1712 zum Zweiten Villmergerkrieg führte. Die Bautätigkeit kam zum Erliegen. Nach langen Verhandlungen kam 1759 der endgültige Friedensvertrag zu Stande. Dieser und die aufkommende Baumwollspinnerei führten dazu, dass 80 Prozent der Tätschhäuser mit einem Steildach ausgestattet oder durch einen Neubau mit Steildach ersetzt wurden. Die ursprünglich unverkleideten Fassaden wurde seit dem Beginn der 18. Jahrhunderts entweder vertäfert oder mit einem Schindelschirm versehen.

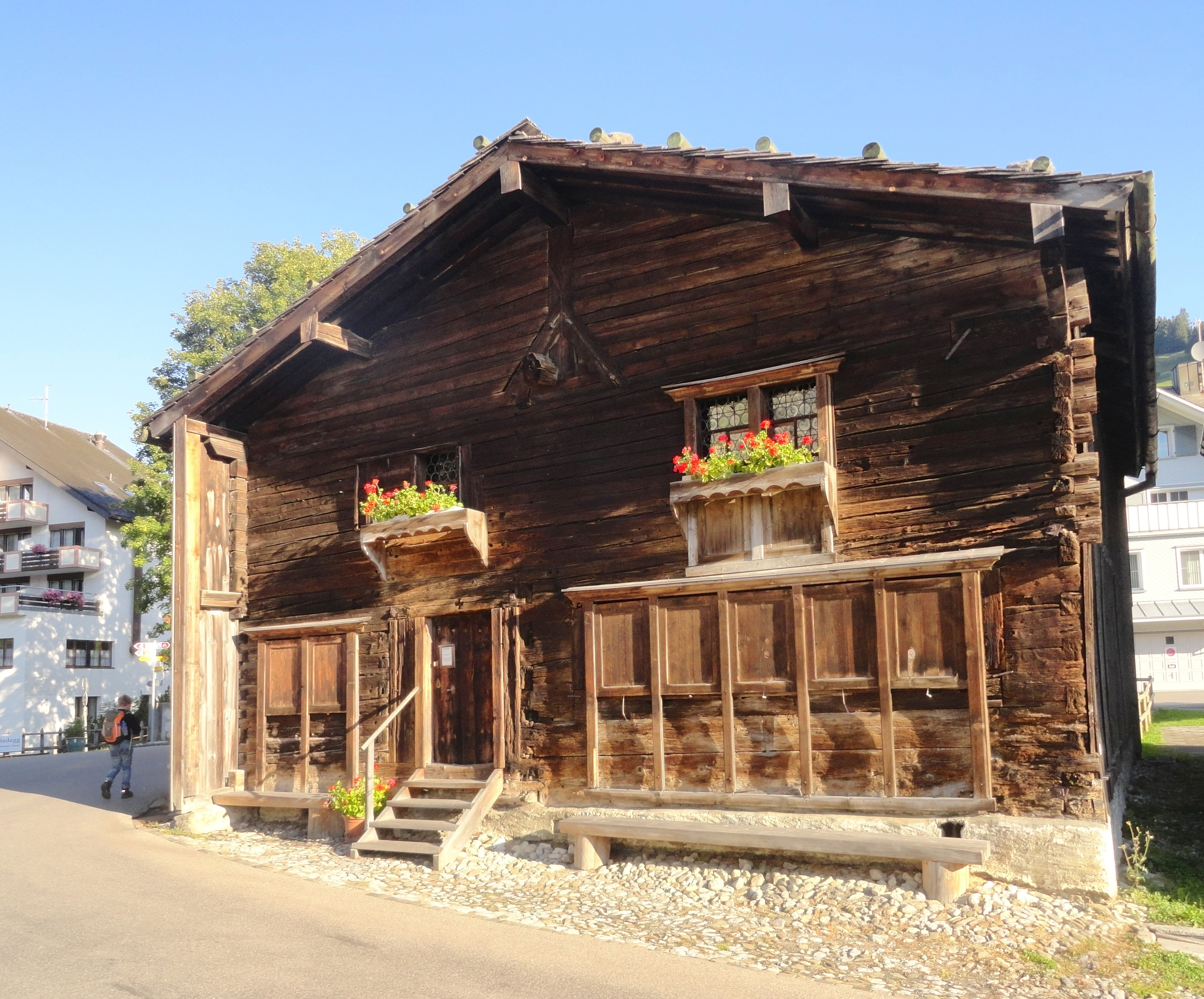
Das Geburtshaus Huldrych Zwinglis in Lisighaus, Wildhaus, ist ein Beispiel eines Tätschhauses, wie es vor dem Dreissigjährigen Krieg im Toggenburg üblich war.
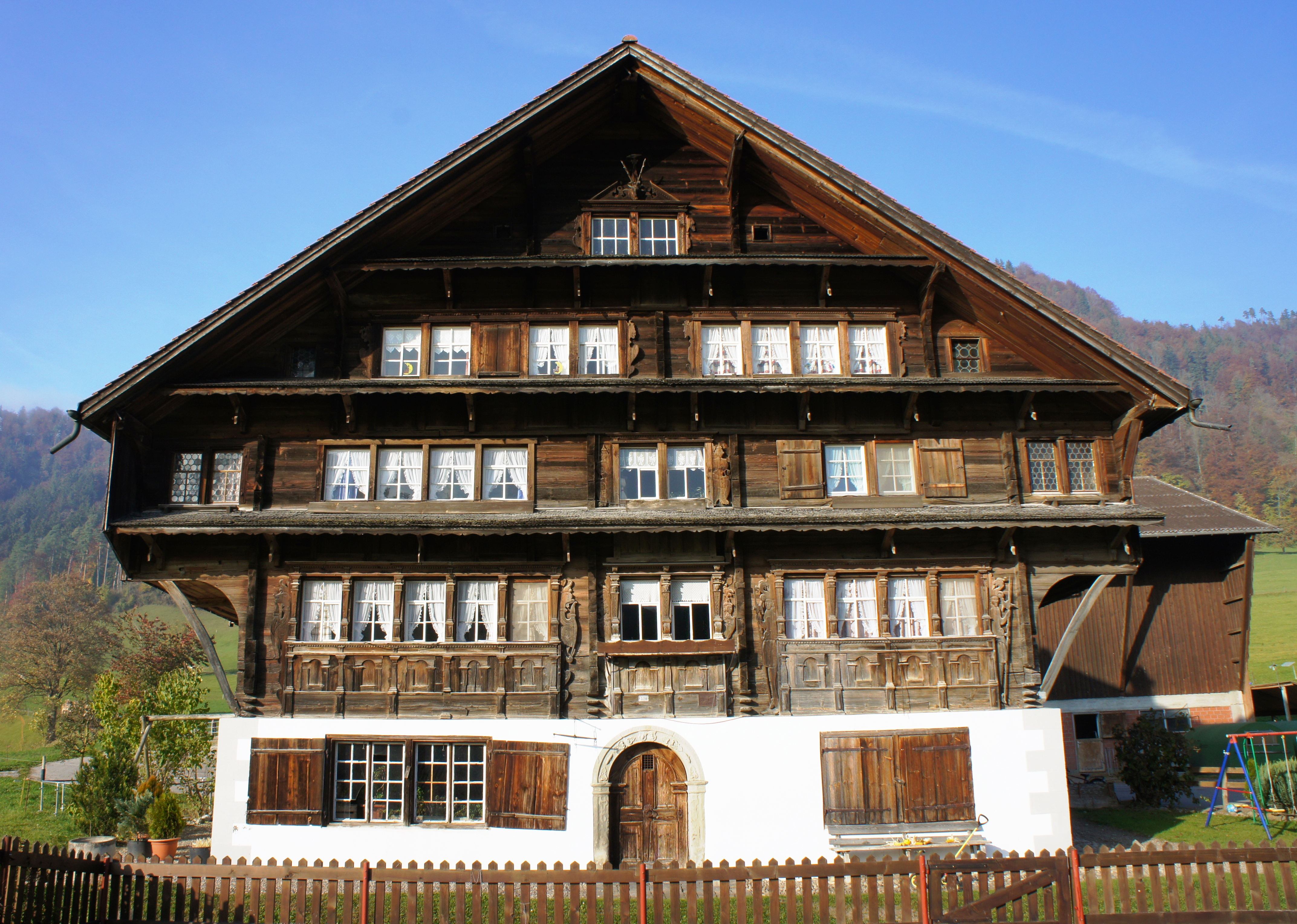
Das 1672 erbaute Haus Näf in der Furt, Brunnadern, ist der erste bekannte Strickbau mit aufgespitztem Giebel und Nageldach. Das traditionelle Pfettendach hat einen ziemlich offenen Giebelwinkel.
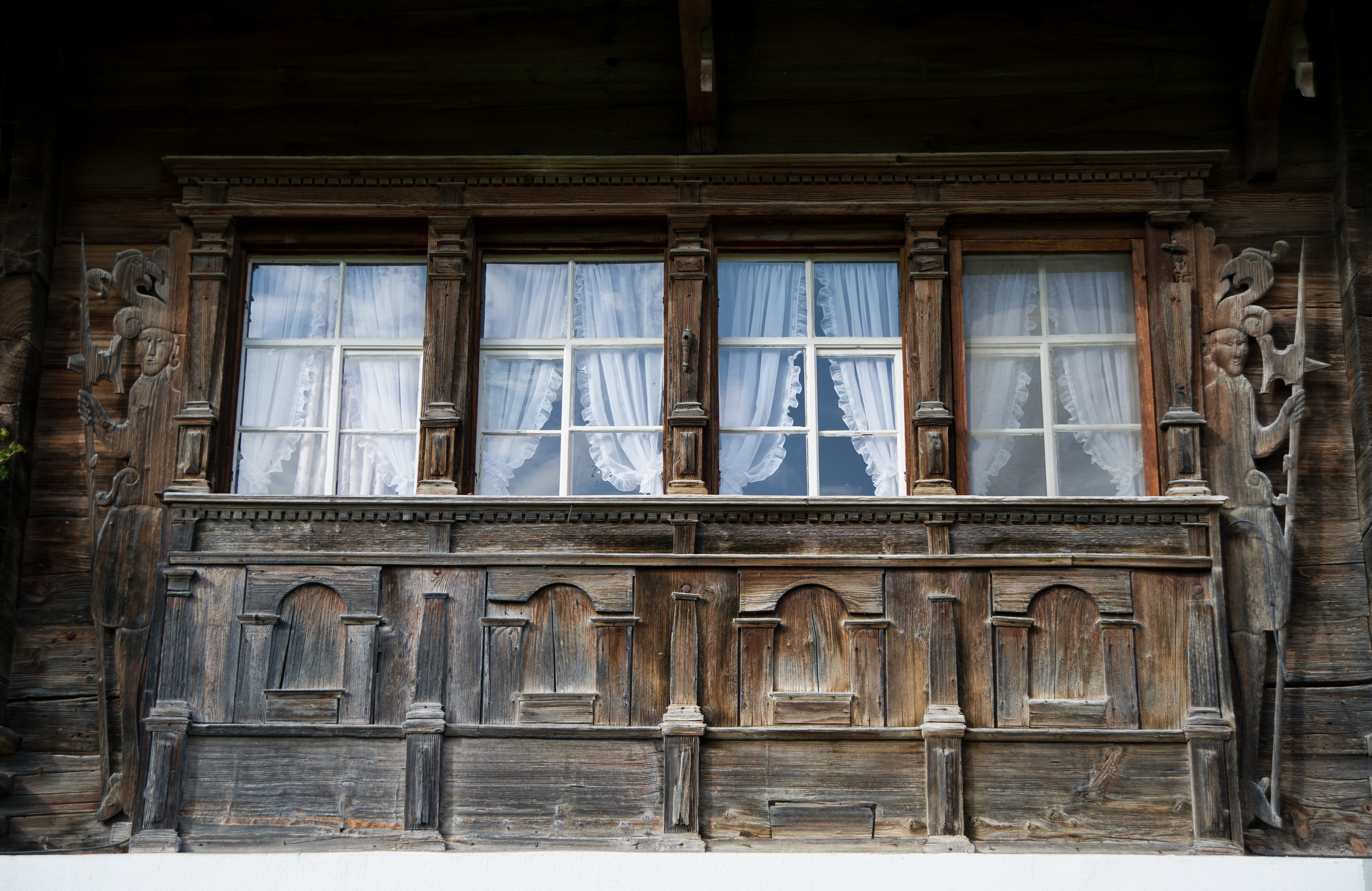
Vertäferte Fensterbrüstung und beidseitige Rahmenbretter[7] im ersten Stockwerk des Hauses Näf
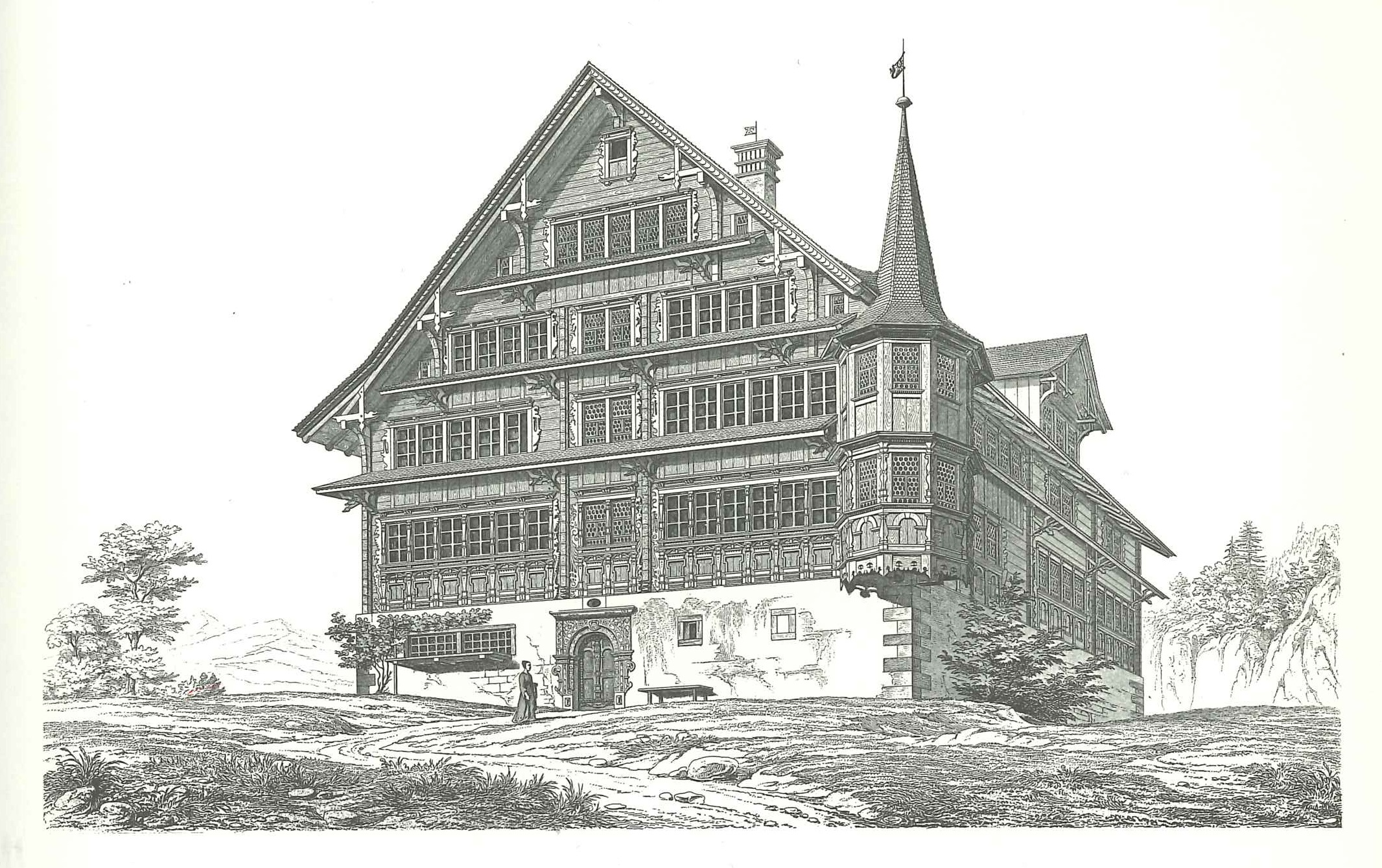
Das 1677 erbaute Haus in der Hochsteig ist der erste bekannte Strickbau mit Steilgiebel und klassischer Sparrendachkonstruktion. Das Haus fiel 1919 einem Brand zum Opfer.
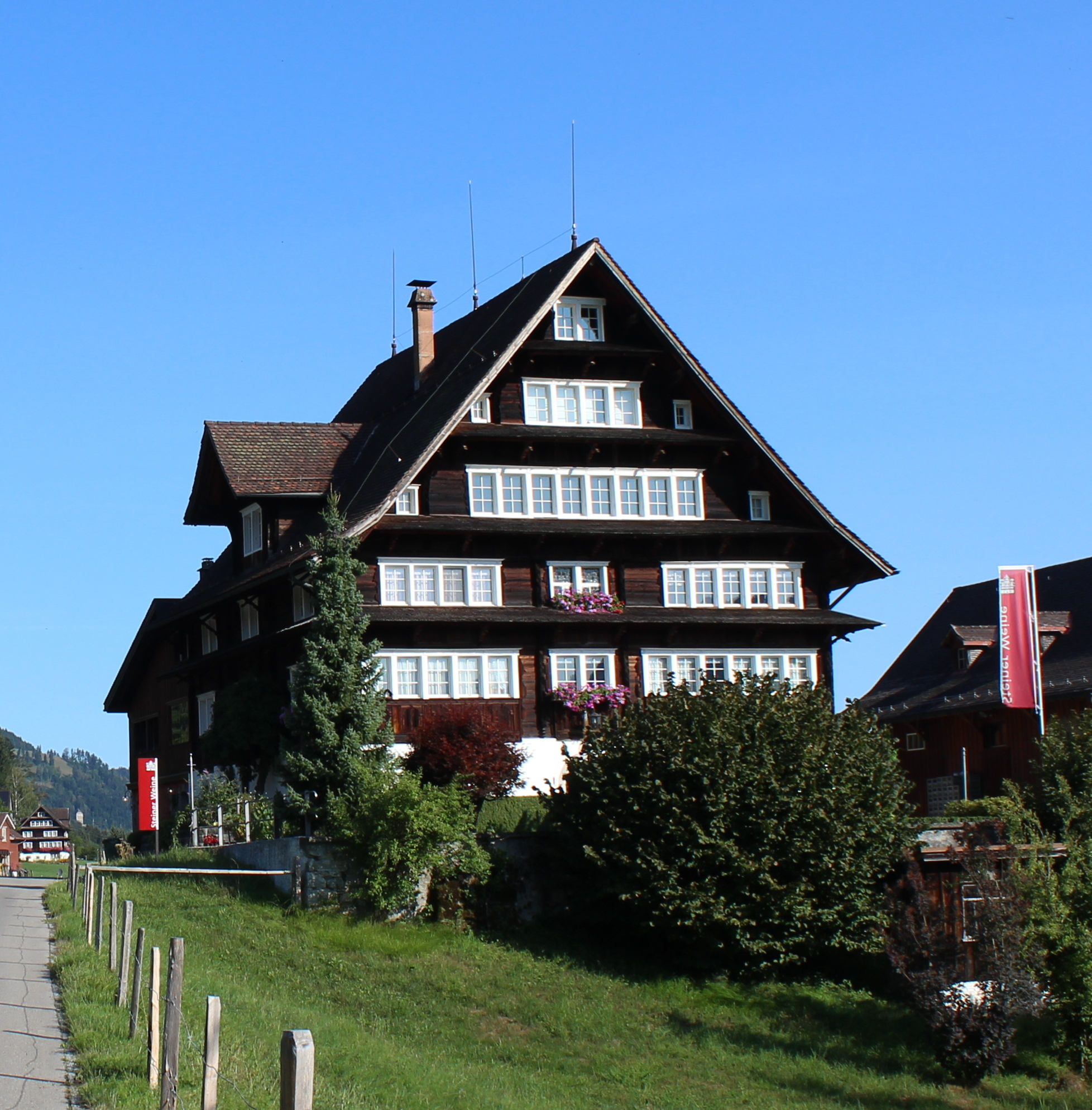
Der 1692 entstandene Bau in der Scheftenau gilt als schönstes und grösstes erhaltenes Toggenburger Haus.

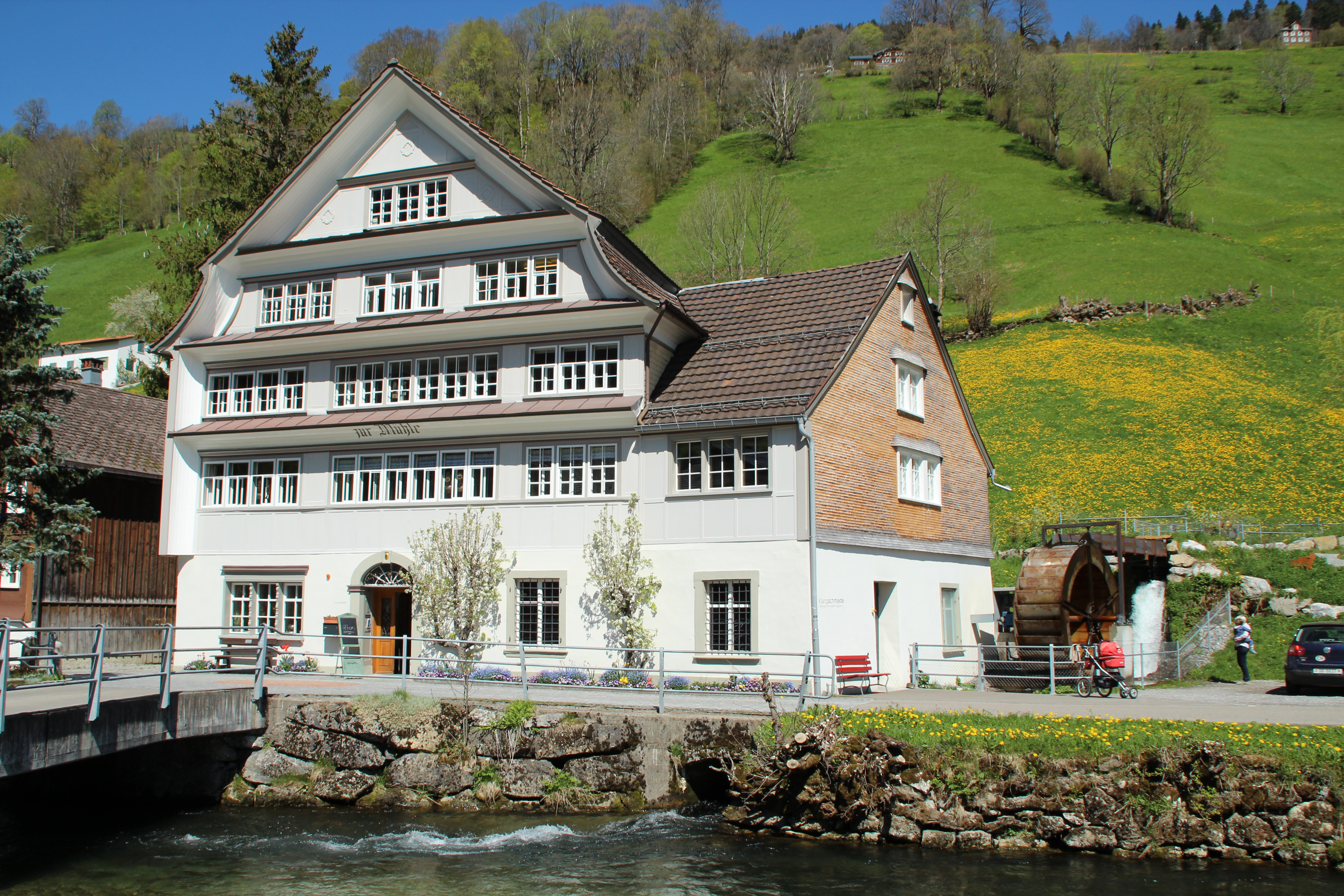
Spätbarockes Haus «zur Mühle» in Alt St. Johann aus dem Jahr 1787 mit Mansardendach. Es dient seit 2011 als «Klangschmiede» des Klangwegs Toggenburg.

Das klassische Toggenburger Haus steht allein für sich ohne angebauten Stall. Rückseitig steht ein kleiner Anbau, in dem heute Brennholz gelagert wird. Im späteren 18. und im frühen 19. Jahrhundert entstanden Häuser mit Mansardendächern, die für die alten Toggenburger Wirtshäuser geradezu typisch sind. Im 19. Jahrhundert wurden die Reihenfenster oft durch grössere Einzelfenster mit eigenen Regenabwurfdächlein ersetzt. Zu Beginn des 20. Jahrhunderts trat der Eternit-Schirm seinen Siegeszug an.

## Baumerkmale
Das Toggenburger Haus ist ein Block- oder Strickbau, wie er für die zentralen und östlich anschliessenden Alpen vorherrschend und kennzeichnend ist. Gegen Norden ist ungefähr vom Schnebelhorn nach Bütschwil und weiter Richtung Nordosten eine Grenzlinie auszumachen. In Degersheim ist der Blockbau vorherrschend, in Flawil kommt er etwa zur Hälfte vor. Diese Grenzlinie deckt sich im Groben auch mit der Konfessionsgrenze. (vgl. Abschnitt Karten) Nördlich davon ist der Bohlenständerbau verbreitet, eine Mischform von Ständerbau (Rahmen) und Strickbau (Füllung). In Bütschwil und Lütisburg sind ein Drittel der der Bauernhäuser Bohlenständerbauten, in Flawil und Uzwil sind es rund die Hälfte und in Jonschwil und Oberuzwil ist diese Bauweise in der Mehrheit.

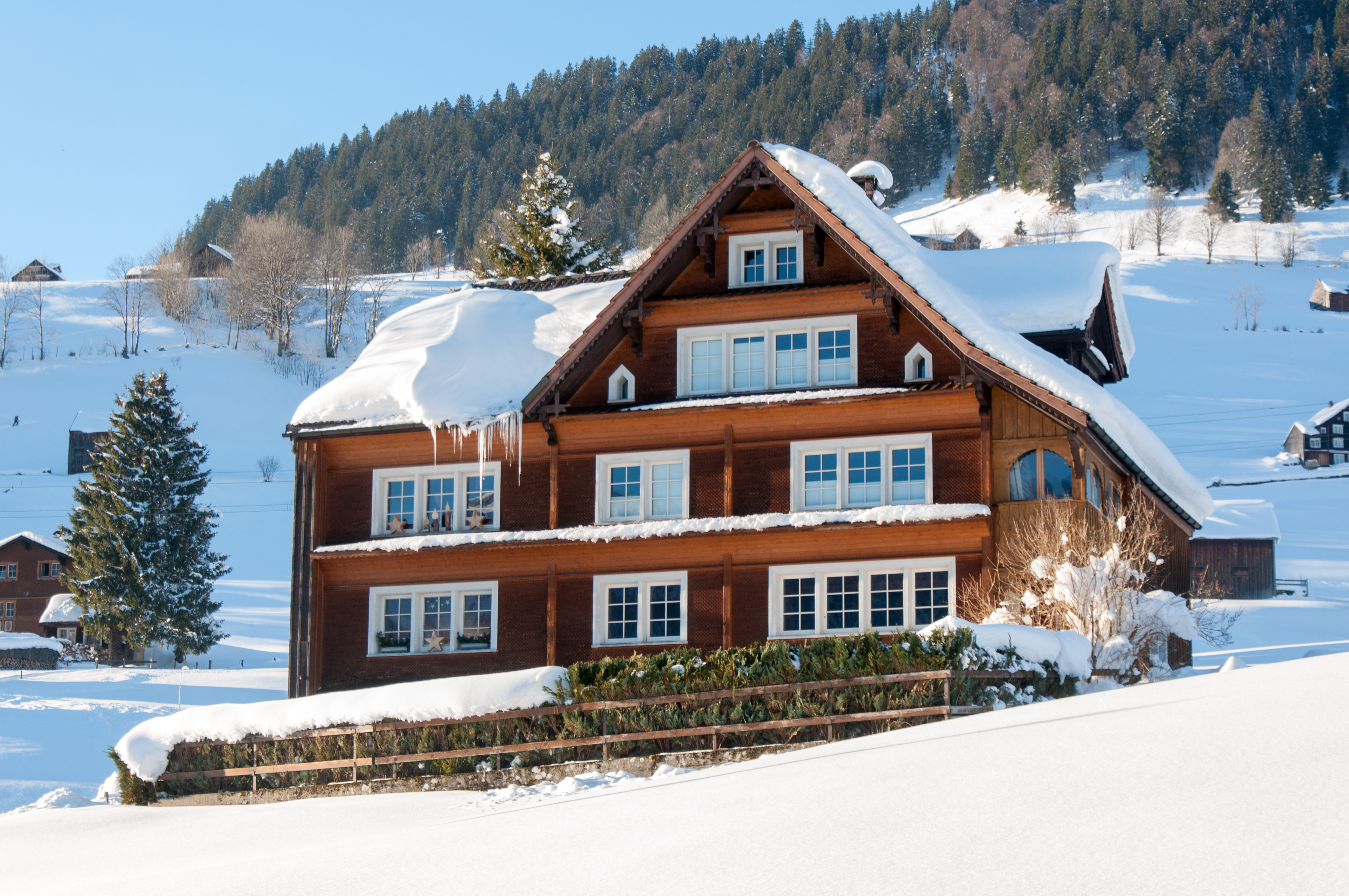
Haus in Unterwasser mit weiss bemalten drei- und vierteiligen Fensterwagen und Doppelfenstern

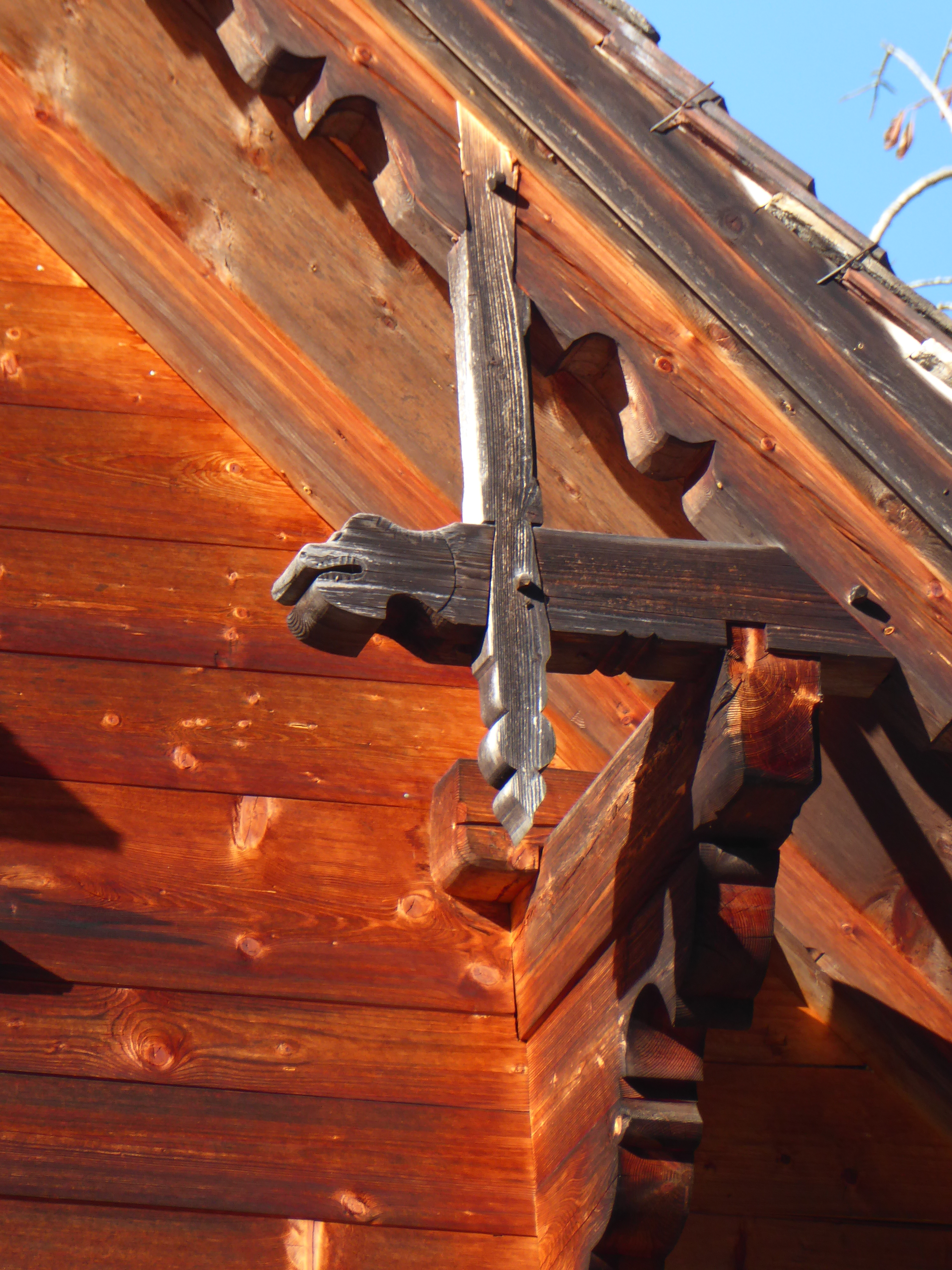
Sparrendreieck an einem Toggenburger Haus in Libingen

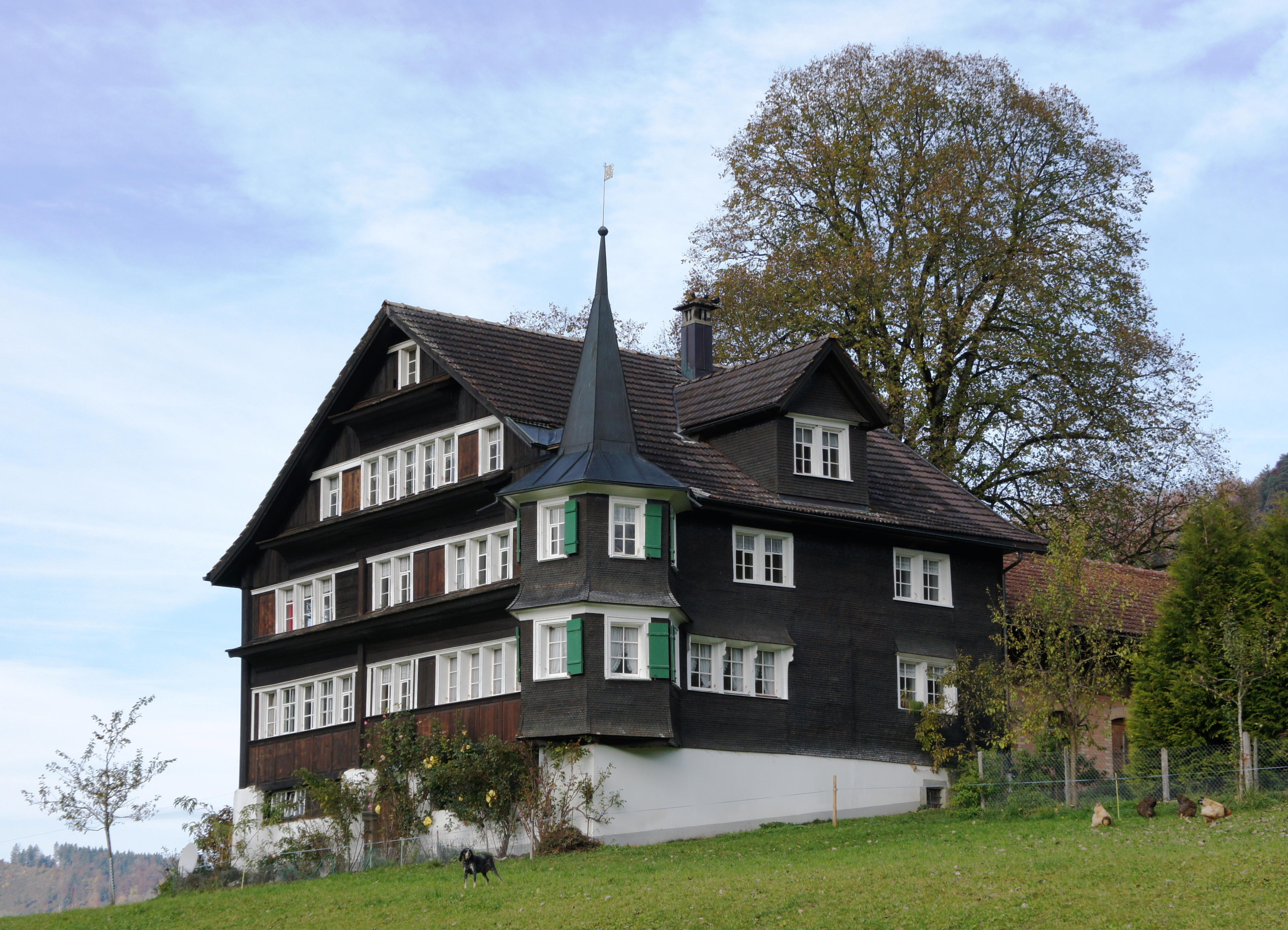
Oberes Türmlihaus in Furt in der Gemeinde Neckertal. Das Haus wurde bereits 1614 erbaut und ist in Riegelbauweise ausgeführt.

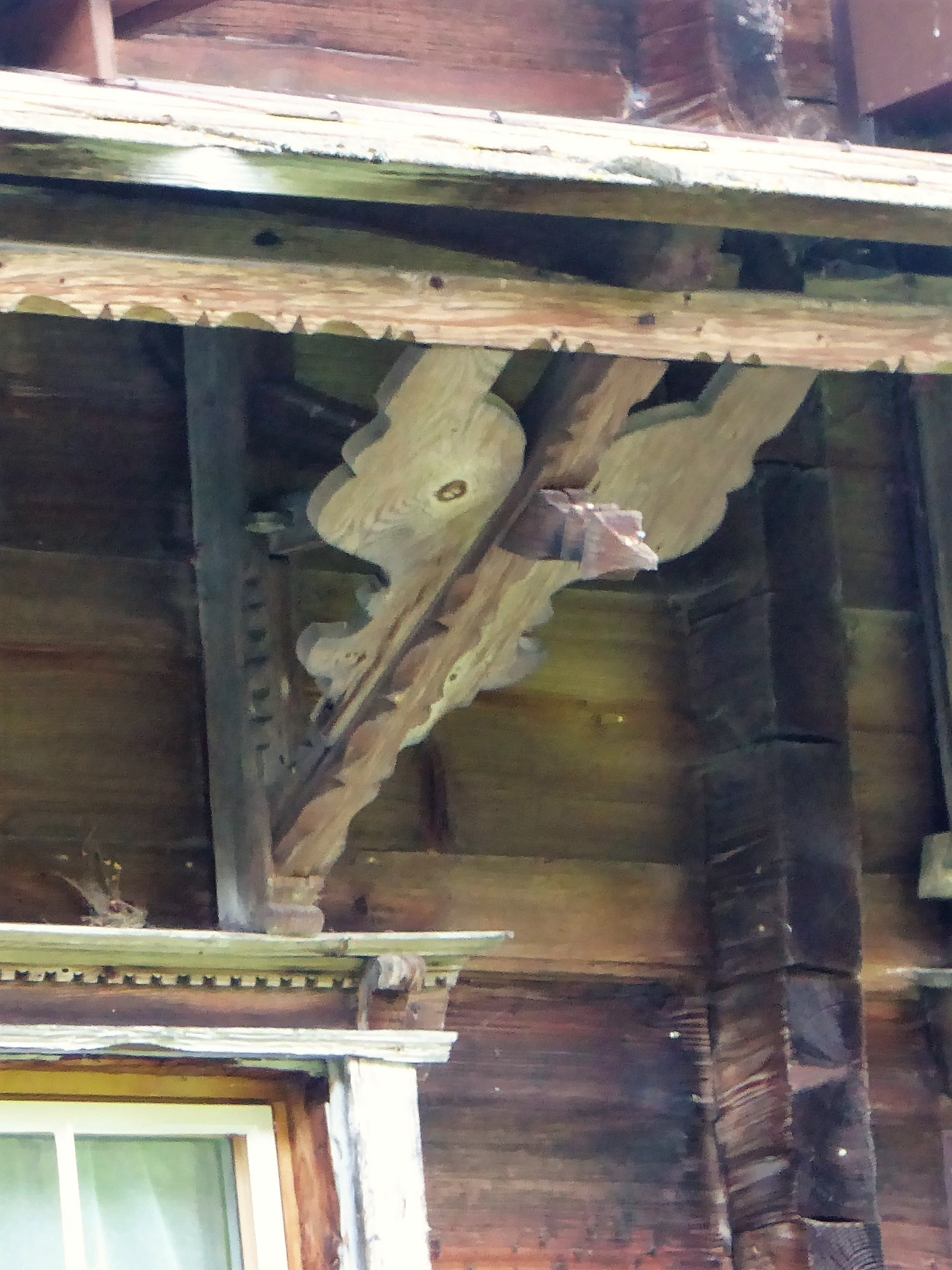
Dekoratives Klebdachauflager aus dem Jahr 1687 am Haus Chrinäuli

Das Toggenburger Haus lässt sich durch verschiedene Merkmale charakterisieren:

- Das Steildach mit dem hohen First erschien im Toggenburg früher als in anderen Gegenden der Schweiz.[15] Es führte zu einer anderen, für alpine Verhältnisse völlig neuen Dachkonstruktion. Das steile Sparrendach ersetzte das flache Pfettendach. Anders als die Rafen eines Pfettendachs liegen die Sparren nicht auf der Traufe auf, sondern stehen auf einem Widerlager, so dass das Sparrendach eine tragende Brücke bilden kann. Mit Aufschieblingen wird ein Traufvorsprung erreicht, was am Dachknick, der im 18. Jahrhundert zu jedem Toggenburger Bauernhaus gehörte, deutlich sichtbar ist.[16] Das Sparrendach, das vom stehenden Ständerbau stammt, hat man auf den liegenden Strickbau des Toggenburger Hauses aufgesetzt. Das Dach des Appenzeller Hauses weicht typologisch von dem des klassischen Toggenburger Hauses ab.[17]

Hängende Steildächer hatten die Tendenz, im Lauf der Zeit seitlich etwas abzurutschen. Flugsparrendreiecke, auch als „Züri-Vieri“ bezeichnet, schaffen Abhilfe, indem sie die vorstehenden Flugsparren mit den Pfettenbögen verstreben. Im Toggenburg kamen sie nach 1750 auf, waren aber sogleich sehr beliebt. Flugdreiecke wurden auch bei Pfettendächern angebracht, obwohl sie dort keine statische Funktion haben.
- Klebdächer kamen im 16. Jahrhundert in Schwyz auf. Sie schützen vor Niederschlägen und beschatten im Sommer bei hohem Sonnenstand die Fenster. Im Toggenburg verbreiteten sie sich ein Jahrhundert später. Während Schwyzer Klebdächer auf aus dem Strickbau herauskragenden Balkenvorstössen ruhen, sind sie im Toggenburg an die Fassaden geheftet.[19] Vermutlich gleichzeitig kamen die Zugläden auf, die unterhalb der Fensterbank in Holzverschalungen versenkbar sind. Diese Zugladenkästen sind oft mit rautenförmigen Zierleisten oder Rahmenbrettern geschmückt.[20] Dank den Klebdächern sind die Ladenkästen vor dem Regen geschützt. Im 17. Jahrhundert wurden die Klebdächer unten offen gebaut, hundert Jahre später waren konkav ausgekehlte Untersichten üblich.[19]
- Ein Kennzeichen der typischen Toggenburger und Appenzeller Häuser sind die Reihenfenster, sogenannte Fensterwagen. Stattdessen hielten sich in Schwyz und Vorarlberg die Einzelfenster. Die Fensterwagen sind ein gotisches Element und von der Ständerbauweise abgeleitet.[21] Um 1800 kam die weisse Bemalung der Kreuzstöcke und Klebdachuntersichten auf.[22]
- Das vierte Bauelement, der Turmerker, kommt nur bei wenigen Toggenburger Häusern vor. Der Eckerker war eine St. Galler Spezialität und diente als Vorbild für die Türmlihäuser. Sie wurden von hochgestellten, Ämter tragenden Bauherren erbaut, die mit dem Textilhandel zu tun hatten.[8]

### Getrenntbauweise

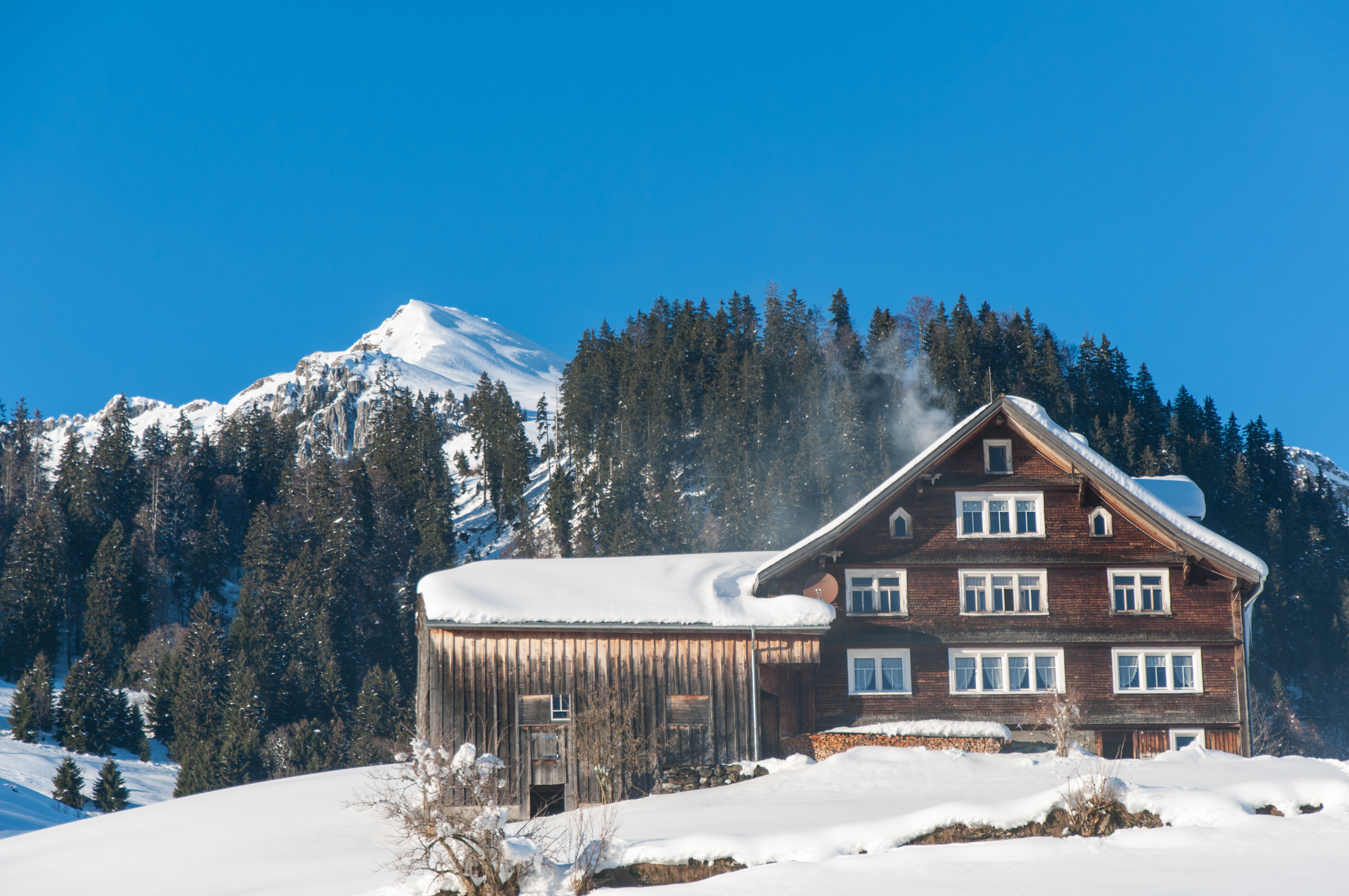
Kreuzgiebelhof in der Nesselhalde, Unterwasser. Als Schutz der gegen Süden/Südosten ausgerichteten Fassade vor Wind und Regen ist der an der Westseite angebaute Ökonomieteil leicht vorstehend.

Im oberen und mittleren Toggenburg verfügen etwa drei Viertel der Bauernhöfe über frei stehende Stallscheunen, in Alt St. Johann und Krummenau sind rund 90 Prozent. Je mehr man sich der Thur entlang flussabwärts bewegt, desto grösser wird der Anteil der Kreuzgiebelhäuser (vgl. Abschnitt Karten). In Hemberg und Oberhelfenschwil sind noch die Getrenntbauweise vorherrschend, in Mosnang, Bütschwil und in der Gemeinde Neckertal ist das Verhältnis etwa ausgeglichen, wobei viele dieser Kreuzfirsthöfe ihre angebauten Stallscheunen erst im 19. Jahrhundert erhalten haben. In Kirchberg, Lütisburg, Degersheim und nördlich dieser Gemeinden sind – wie beim Appenzeller Bauernhaus – dann die Quergiebel-Vielzweckbauten dominierend. Bei der Mehrheit dieser Bauten ist die Stallscheune westseits an das Wohngebäude angefügt als Schutz vor Wind und Nässe.

### Lauben und Vorkragungen

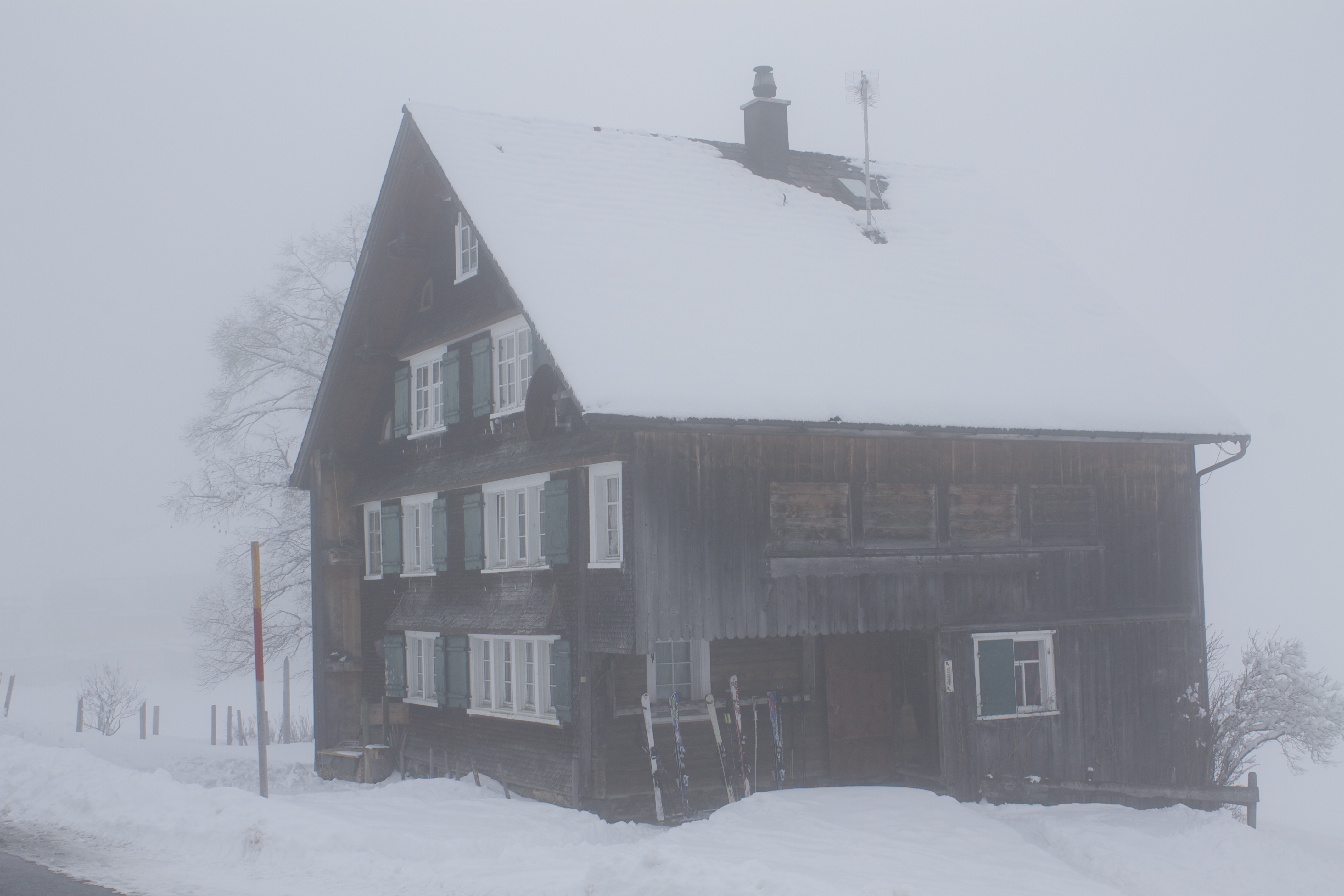
Hauseingang unter einer Laube im Oberdorf Wildhaus. Die westseitig angebrachte Wetterwand schützt die Fassade vor der Witterung. Wetterwände sind besonders häufig in der Wildhaus-Alt St. Johann und in exponierten Lagen im Neckertal.

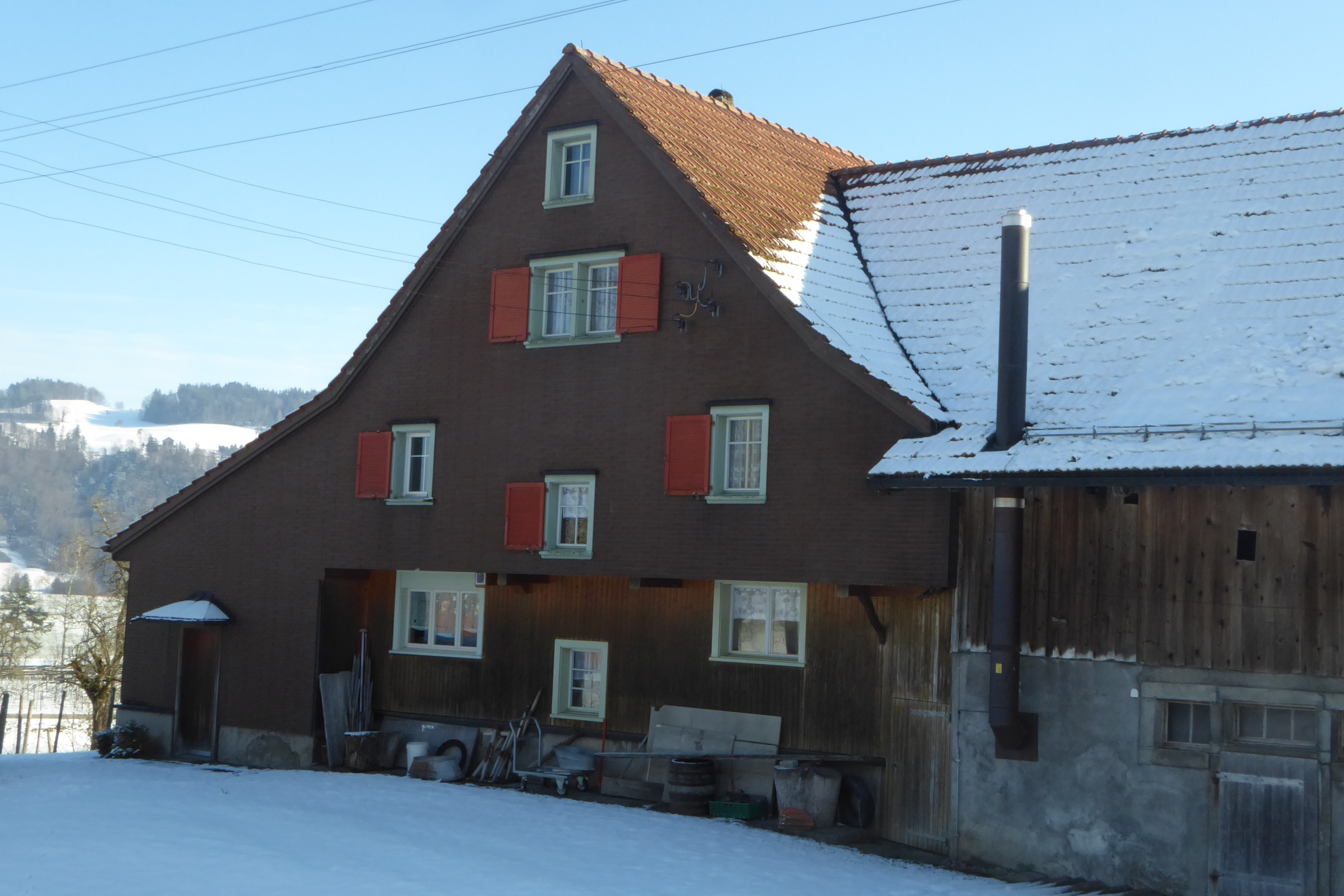
Rückseitige Vorkragung an einem Bauernhaus im Rosengarten, Bütschwil

Oft sind die Toggenburger Häuser mit auf einer oder beiden Traufseiten angefügten Lauben ausgestattet. Häufig befindet sich unter der wettergeschützten Laube an der Ostseite der Hauseingang. Die ursprüngliche Form war die mit einem Leistenschirm verschalte Obergeschoss-Laube, welche über das Erdgeschoss hinausragte. In vielen Fällen wurden die Aussenwände später auf den Boden herabgezogen, so dass die Lauben zu Laubenanbauten wurden und nun über zwei Geschosse reichen. Manchmal wurden die Laube zu einem Schopfanbau erweitert. Der Laubenanbau wurde im Erdgeschoss oft für den Einbau eines Aborts oder eines Stalls, z. B. für Hühner oder Schweine, genutzt.
Rückseitige Vorkragungen, welche vor allem im Fürstenland anzutreffen sind, sind besonders häufig in Flawil und Oberuzwil. Sie sind auch im unteren Toggenburg und im Neckertal zu finden. Dabei entsteht vor der Küche ein wettergeschützter Bereich. Im mittleren Toggenburg sind sie nur selten, im Obertoggenburg kaum vorhanden. (vgl. Abschnitt Karten)

### Ausrichtung, Grundriss

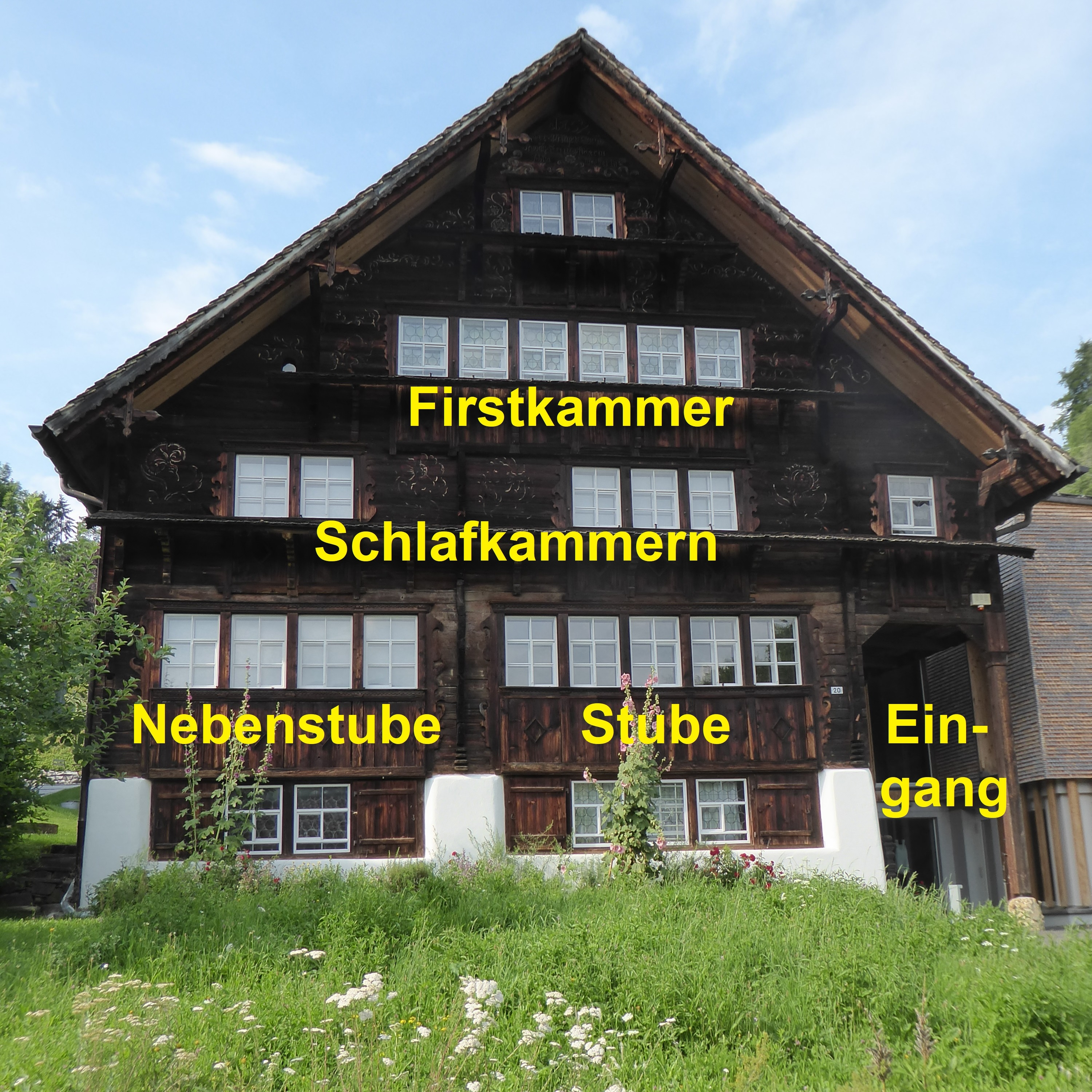
Klassische Raumeinteilung eines Toggenburger Hauses. Das abgebildete Ackerhaus in Ebnat-Kappel ist seit 1952 ein Heimatmuseum.

Die Toggenburger Häuser sind mit ihrer Fassade wenn möglich nach Süden bis Osten ausgerichtet. Schattenhalb werden je nach Lage auch andere Ausrichtungen gewählt.
Der Grundriss der Toggenburger Häuser ist ziemlich einheitlich. Das Haus wird durch einen seitlichen Eingang betreten. Giebelseitig sind Stube und Nebenstube. Der Kachelofen in der Stube wird von der hinten liegenden Küche beheizt. Im ersten Obergeschoss sind drei bis vier Schlafkammern. Die vom Steildach angeschnittenen Seitenräume, die «Schlüffe», sind mit einer kleinen Frontluke versehen und dienen als Ablage. Die Hauptfassade der grossen Häuser mit Haustüre auf der Giebelseite ist symmetrisch: unten der oft mit Rundbogen versehene Eingang, oben die Firstkammer, links und rechts dieser Linie die Fensterwagen, die die beiden unabhängigen Wohneinheiten beidseits der Symmetrieachse erhellen. Grosse Häuser lohnten sich, denn Abgaben wurden nicht pro Kopf, sondern pro Haushaltung erhoben.

### Webkeller und Sticklokale

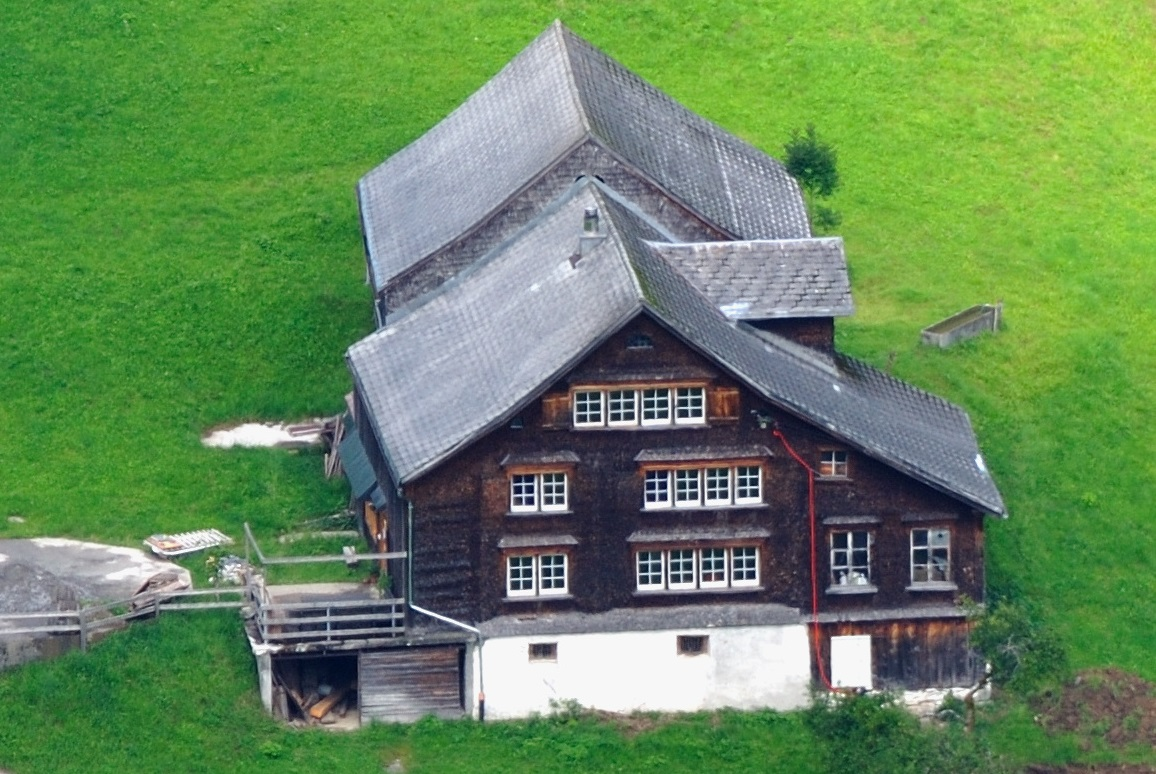
Haus auf Strichboden, Starkenbach, mit Anbau für Stickmaschine, erkennbar an den grossen Fenstern

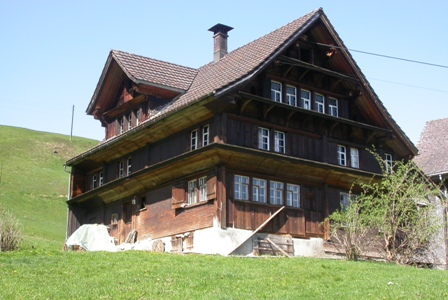
Mit Klappläden verschlossener Webkeller des Geburtshauses Ulrich Bräkers im Näppis, Wattwil

Die zahlreich vorhandenen Webkeller dokumentieren den Stellenwert des Leinwand- und Baumwollgewerbes als Hausindustrie im Thur- und Neckertal. Bei den oft am Hang stehenden Toggenburger Häusern stossen die Keller bergseits in den Grund. Vorne haben viele von ihnen schon früh den Webstuhl aufgenommen, was an den grossen, länglichen Webkellerfenstern mit den typischen Klappläden sichtbar ist. Das feuchte Raumklima war ungesund, eignete sich jedoch zur Lagerung und Verarbeitung der Baumwolle. Wegen des zeitweise guten Verdiensts der Toggenburger Weber und Spinner wurden viele bereits bescheidene Bauernhöfe in noch kleinere aufgeteilt und das Baumwollgewerbe wurde zum Haupterwerb. Die Dichte der Webkeller nimmt im Thurtal von Süden nach Norden zu; im Neckertal sind sie generell sehr häufig.
Den Untergang der Baumwollverarbeitung wurde zu einem Teil durch die aufkommende Stickerei kompensiert. In der Stickereiblüte um 1900 wurden in vielen Häusern Handstickmaschinen aufgestellt, die wesentlich grösser waren als die Webstühle. Das Standardsticklokal war ein rechteckiger Bau mit zahlreichen grossen rechteckigen Fenstern, denn die exakte Arbeit verlangte gute Lichtverhältnisse. Bei einigen Häusern wurden durch Hochtreiben des ganzen Holzüberbaus die Kellerräume zur Aufnahme der Handstickmaschine erhöht. Nach dem Zusammenbruch der Stickereiindustrie in den 1920er-Jahren verloren die Anbauten ihre Zweckbestimmung, prägen aber heute noch viele Toggenburger Häuser.

## Firstkammer

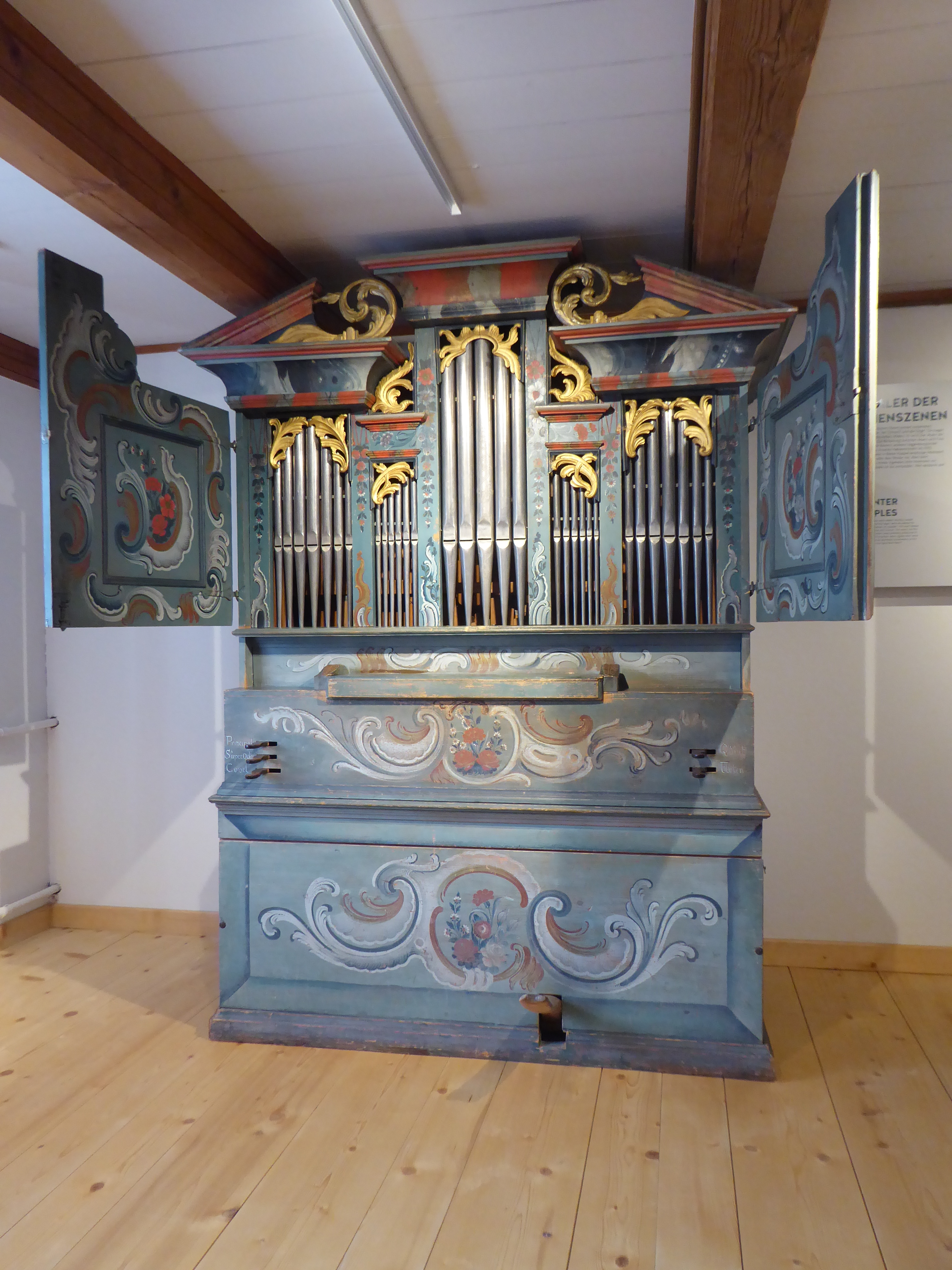
Toggenburger Hausorgel

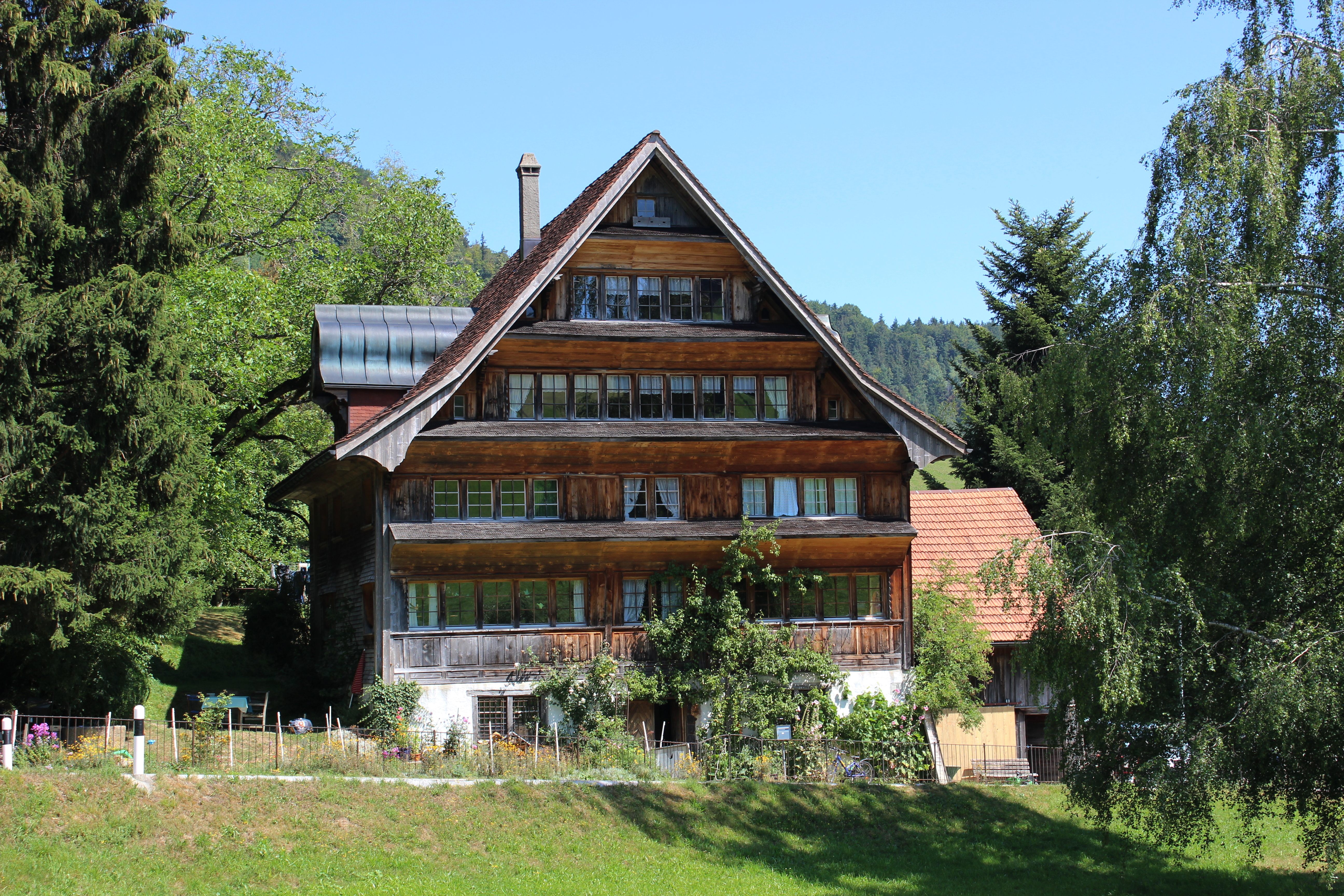
Die Grösse der Firstkammer lässt sich von aussen am Fensterband mit neun Kreuzstöcken erahnen. Quelle, Krinau

Durch das steile Dach ergab sich ein neuer Raum, die Firstkammer. Sie ist keine typische Toggenburger Erscheinung. Einzigartig ist die Häufigkeit von sehr grossen Firstkammern mit bis zu zehnteiligen Reihenfenstern. Nach 1670 stieg das Bedürfnis für diesen grossen Raum, in dem man sich unbeobachtet versammeln konnte. Die Fürstabtei St. Gallen verstärkte nach 1648 ihre gegenreformatorischen Aktivitäten, die die Reformierten als Schikanen empfanden. Die Benutzung der damals fast ausschliesslich paritätischen Kirchen boten Anlass zu Konflikten mit den Katholiken. Der von den Reformierten gepflegte Psalmengesang wurde 1673 im Toggenburg verboten. Die Wirtshäuser verwandelten sich unter der katholischen Fürstabtei zu einem politischen Instrument. In den Firstkammern traf man sich zum Beten und zum Gesang. Mit ihren vielen Fenstern erlaubte sie das Lesen. Weil im 17. und 18. Jahrhundert noch keine Schulhäuser existierten, dienten manche auch als Unterrichtsraum. Da die Reformierten in der Ostschweiz des Lesens und somit der Schriftsprache kundig waren, wurden sie gerne von österreichischen und schwäbischen Händlern aufgesucht. In den Firstkammern trafen sich auch Frauen zu «Stubeten», zu pietistischen Zusammenkünften, weil ihnen die Gasthäuser verschlossen waren.
Obwohl bereits nach etwa 1750 die Toggenburger Kirchen mit Orgeln ausgestattet wurden, standen zwischen 1750 und 1830 in den Firstkammern der Bauernhäuser im mittleren und oberen Toggenburg mehr als hundert Toggenburger Hausorgeln. Sie unterstützten mit ihrem Klang die pietistisch getönten Hausandachten und waren reich geschmückt mit Schnitzereien, floralen Ornamenten und Rocaillenwerk. Gespielt wurden die Hausorgeln meist von Frauen.

## Karten
Die Karten zeigen die 2013 bestehenden Gemeinden der früheren Bezirke Obertoggenburg, Neutoggenburg, Alttoggenburg und Untertoggenburg, dass der lange Zeit von der Fürstabtei St. Gallen verwalteten Grafschaft Toggenburg entspricht:

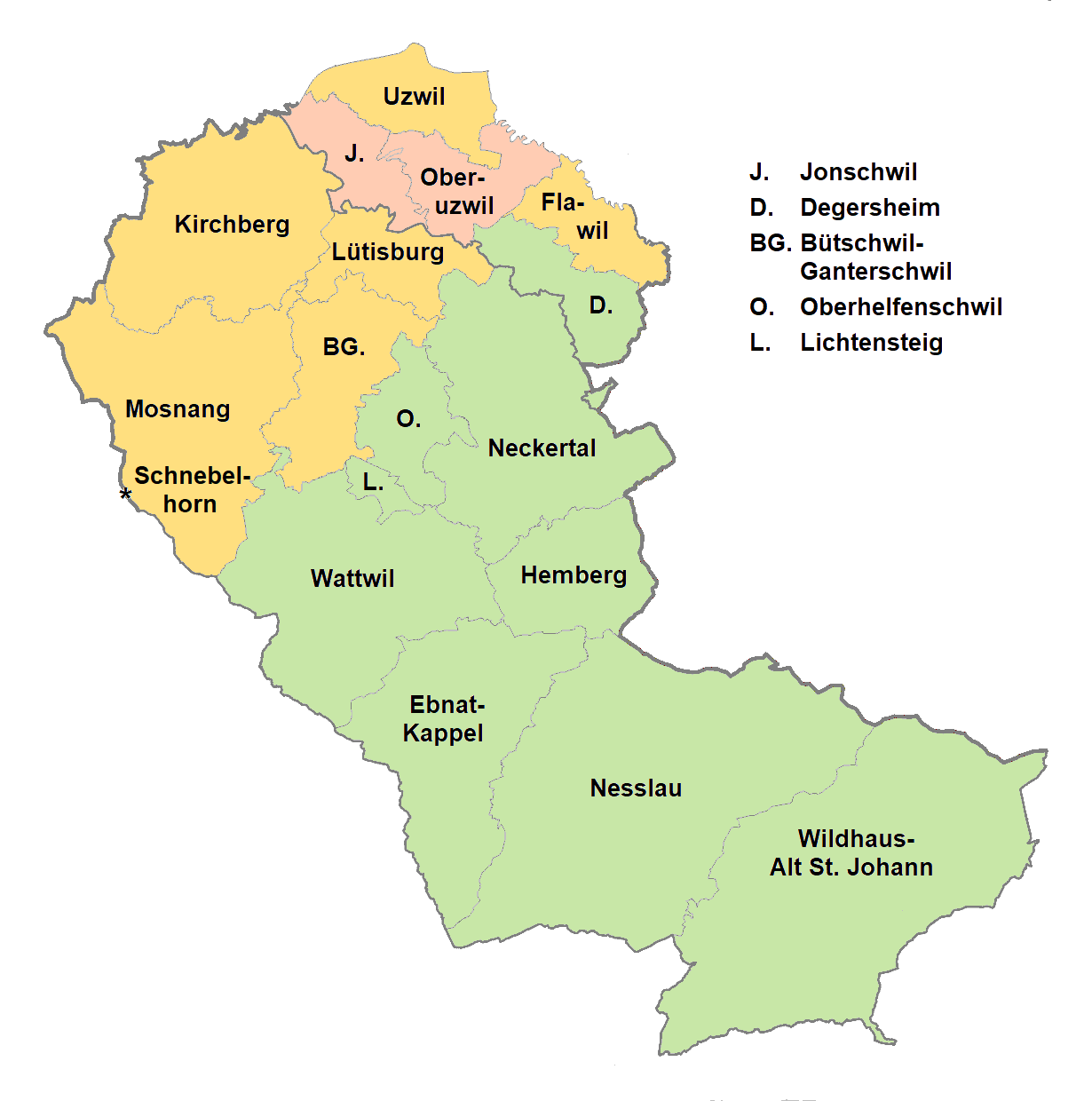
Blockbau von Bauernhäusern: ●  grün: Blockbau vorherrschend ●  orange: ausgeglichenes Verhältnis ●  rot: Bohlenständerbau vorherrschend
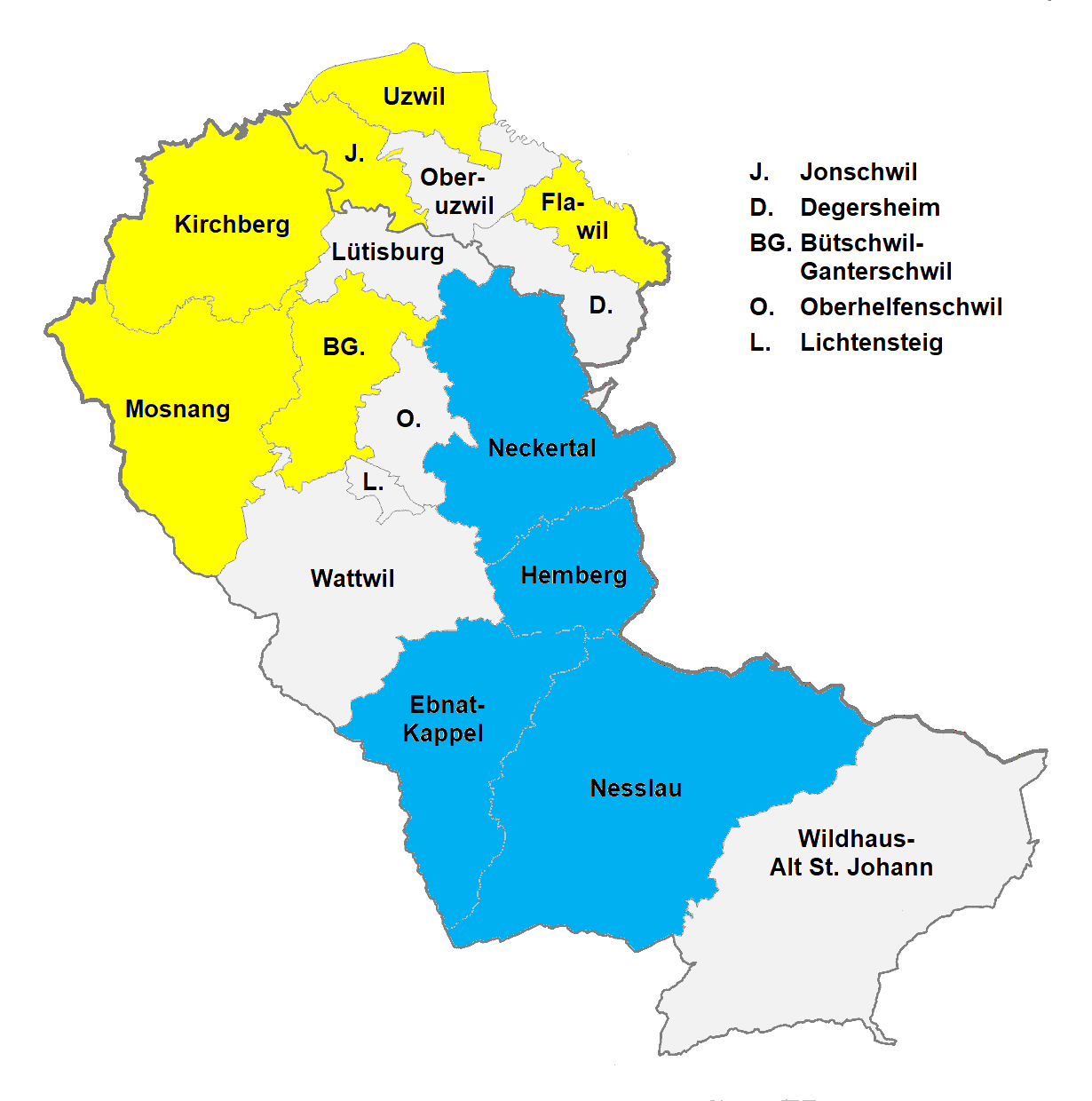
Konfessionsmehrheiten (2013): ●  blau: mehr als 60 % ev.-reformiert ●  gelb: mehr als 60 % röm.-katholisch
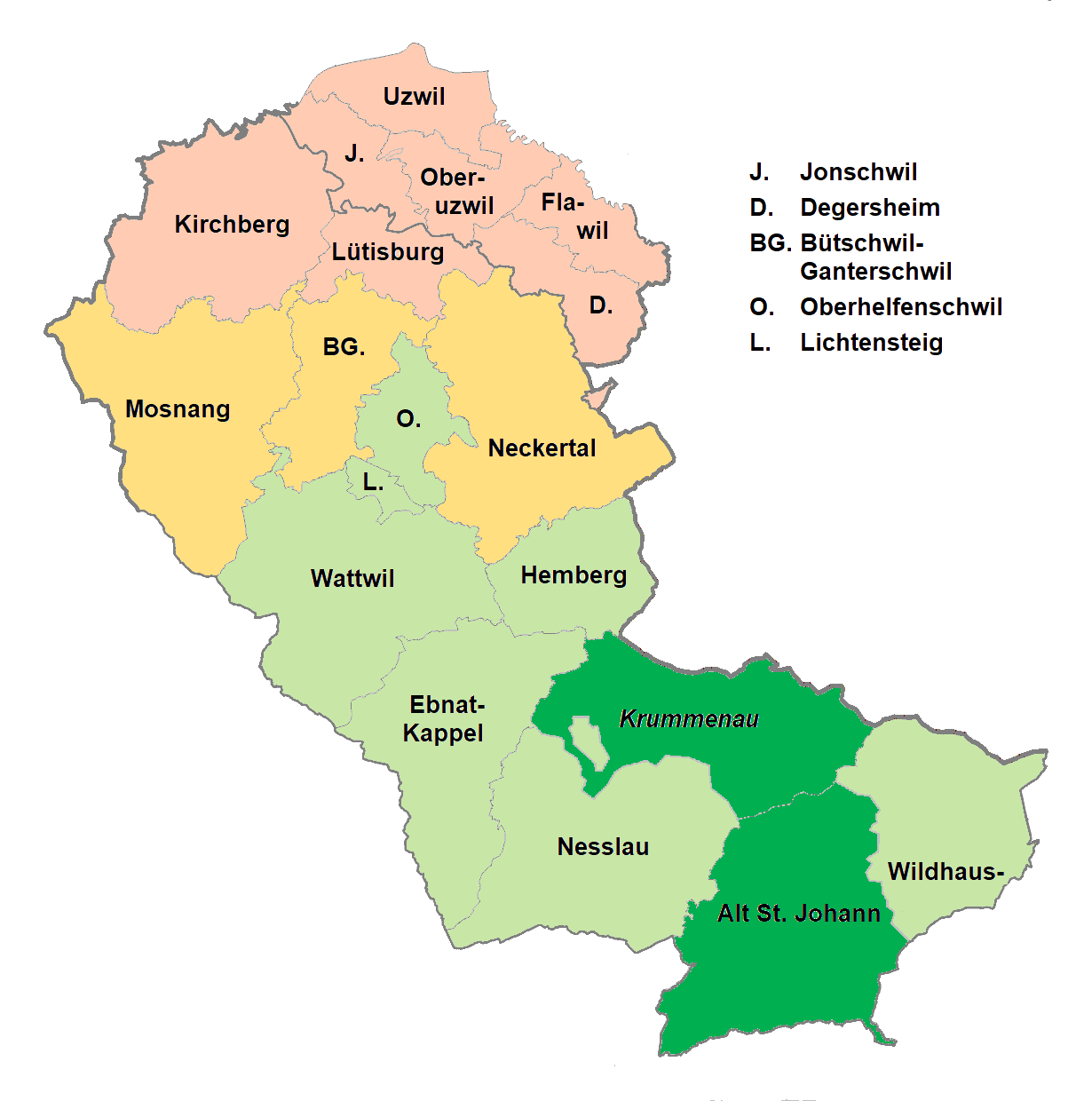
Bauweise Wohnhaus-Stallscheune: ● grün: Getrenntbauweise sehr häufig ● hellgrün: überwiegend Getrenntbauweise ● orange: ausgeglichenes Verhältnis ● rot: überwiegend Kreuzfirsthäuser
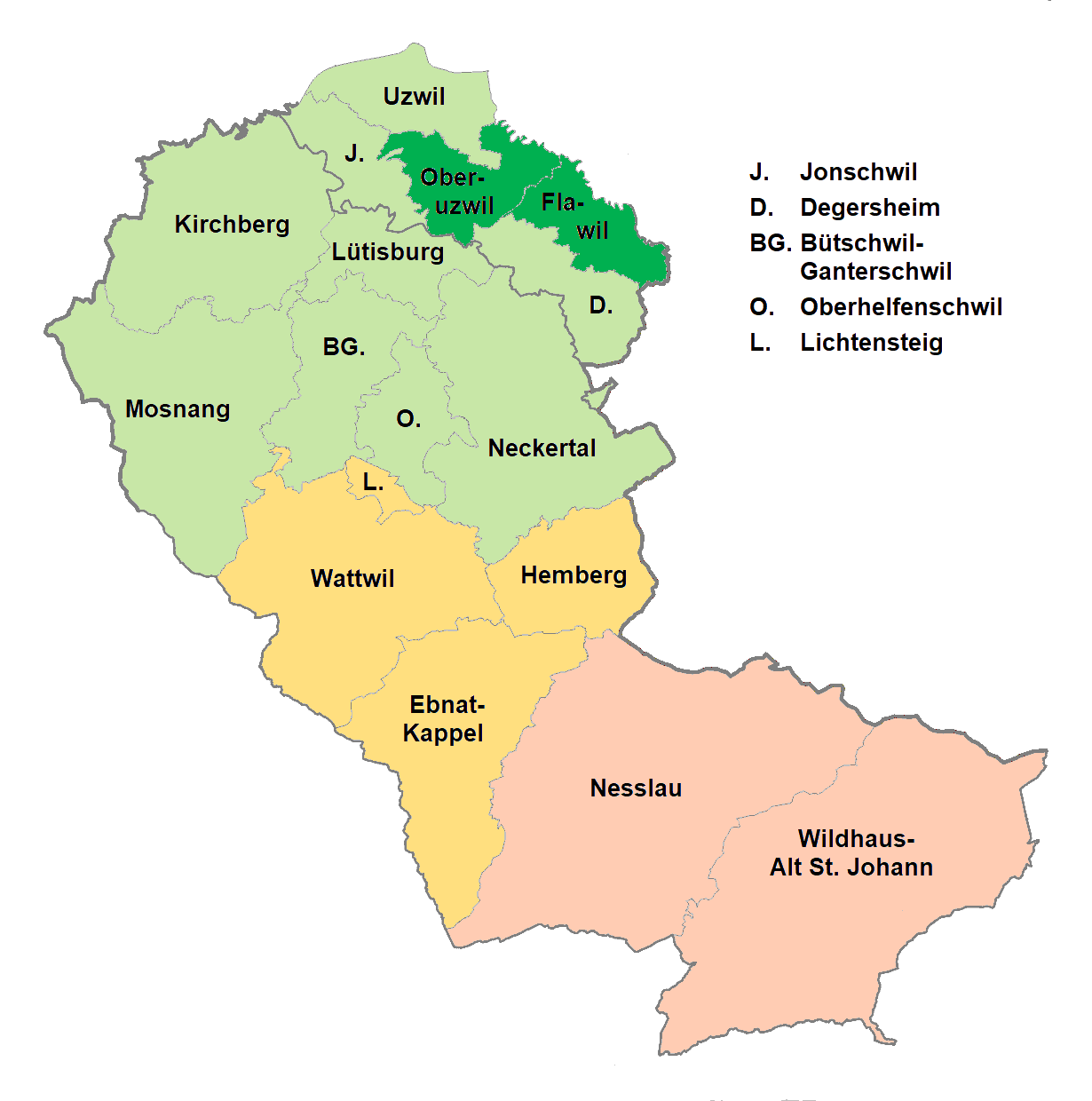
Rückseitige Vorkragung: ● rot: kaum ● orange: selten ● hellgrün: vorhanden ● grün: besonders häufig

- Bauweise Wohnhaus-Stallscheune:
  ●  grün: Getrenntbauweise sehr häufig 
  ●  hellgrün: überwiegend Getrenntbauweise 
  ●  orange: ausgeglichenes Verhältnis
  ●  rot: überwiegend Kreuzfirsthäuser
- Rückseitige Vorkragung:
  ●  rot: kaum
  ●  orange: selten
  ●  hellgrün: vorhanden
  ●  grün: besonders häufig

## Bilder

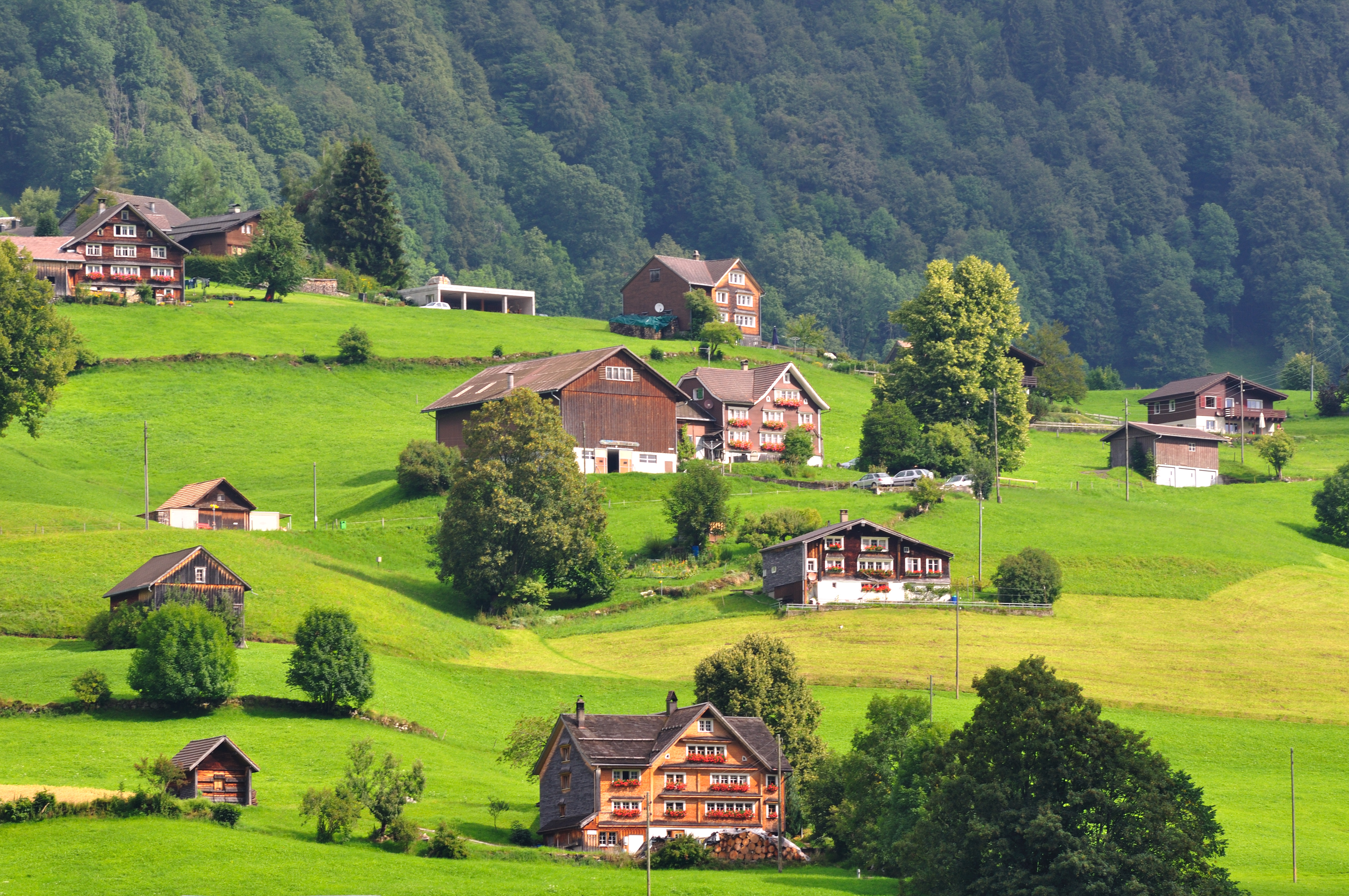
Die Toggenburger Häuser prägen heute noch das Landschaftsbild im Tal. Südhang in Unterwasser
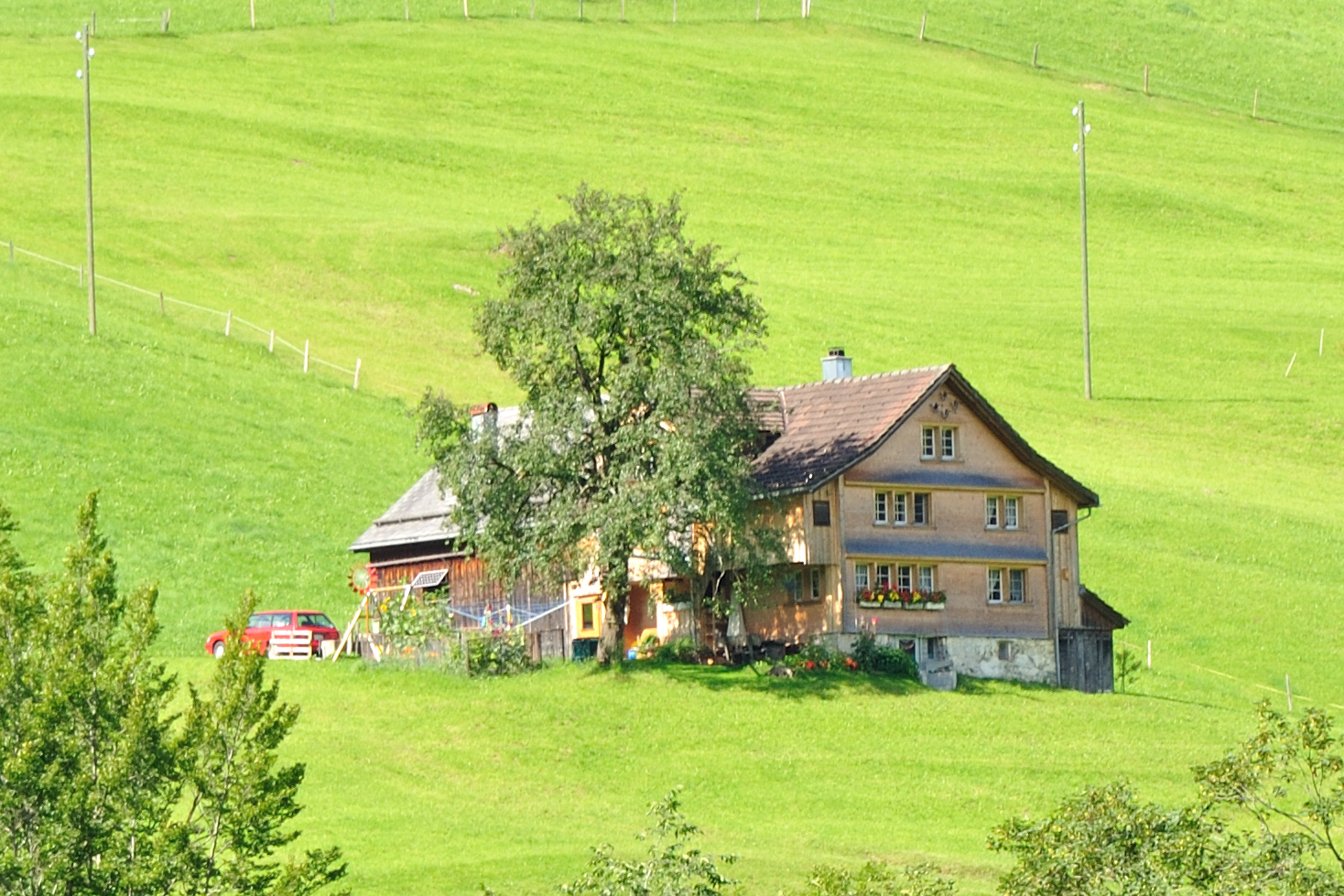
Aus topografischen Gründen wurde der Hof Giessen in Nesslau als Gadenhaus[46] (Stall hinter statt neben dem Wohngebäude)[11] erstellt.
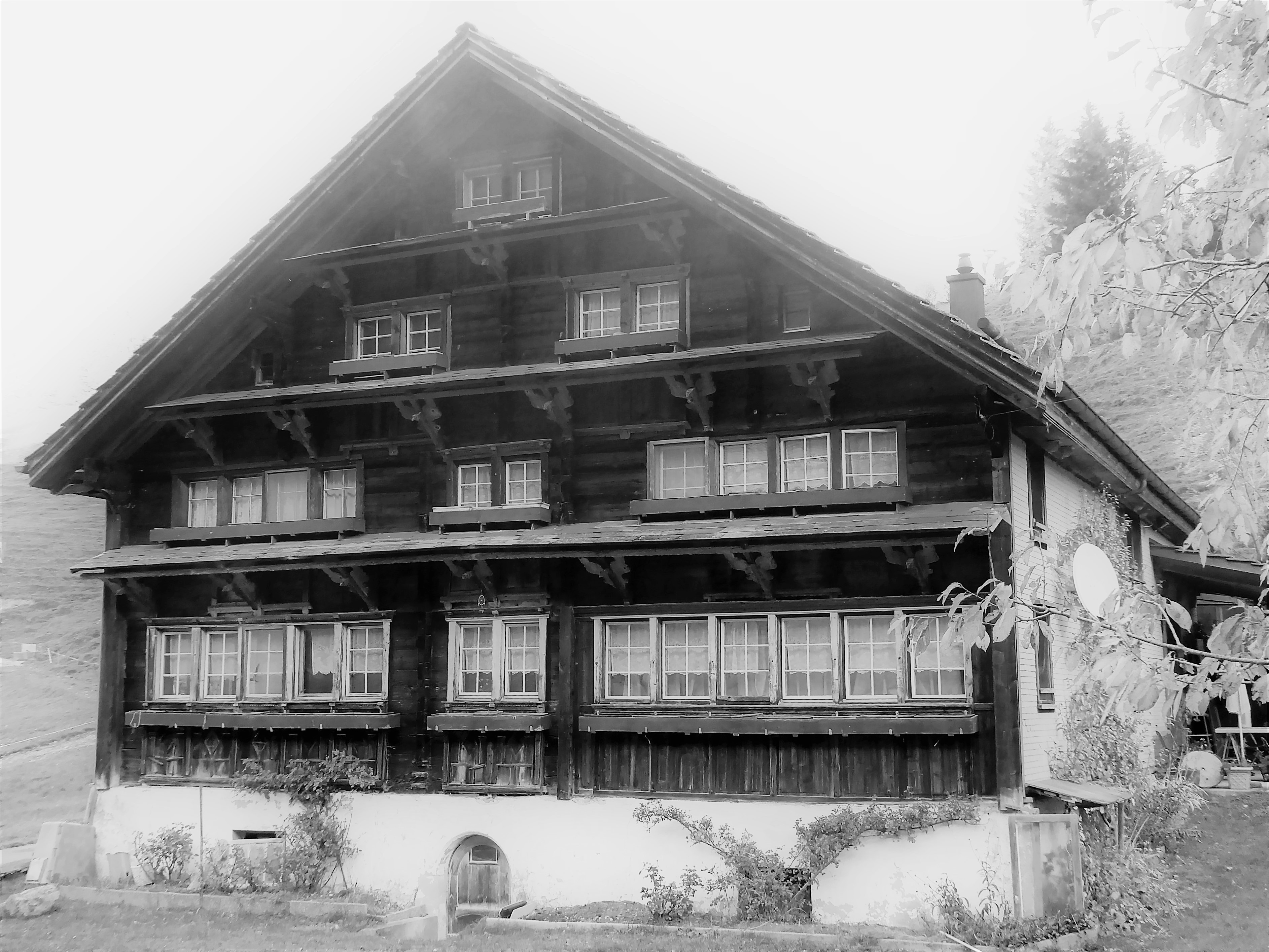
Haus Chrinäuli aus dem Jahr 1687 in Krinau mit unvergleichlichen Klebdachauflagern
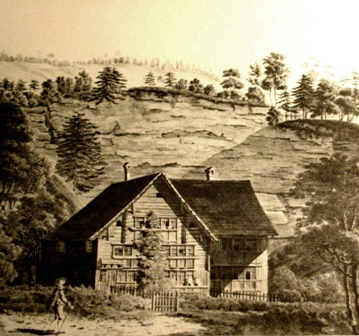
Auch der Schriftsteller Ulrich Bräker wagte 1760/1761 einen Neubau. Das Haus brannte 1836 ab.
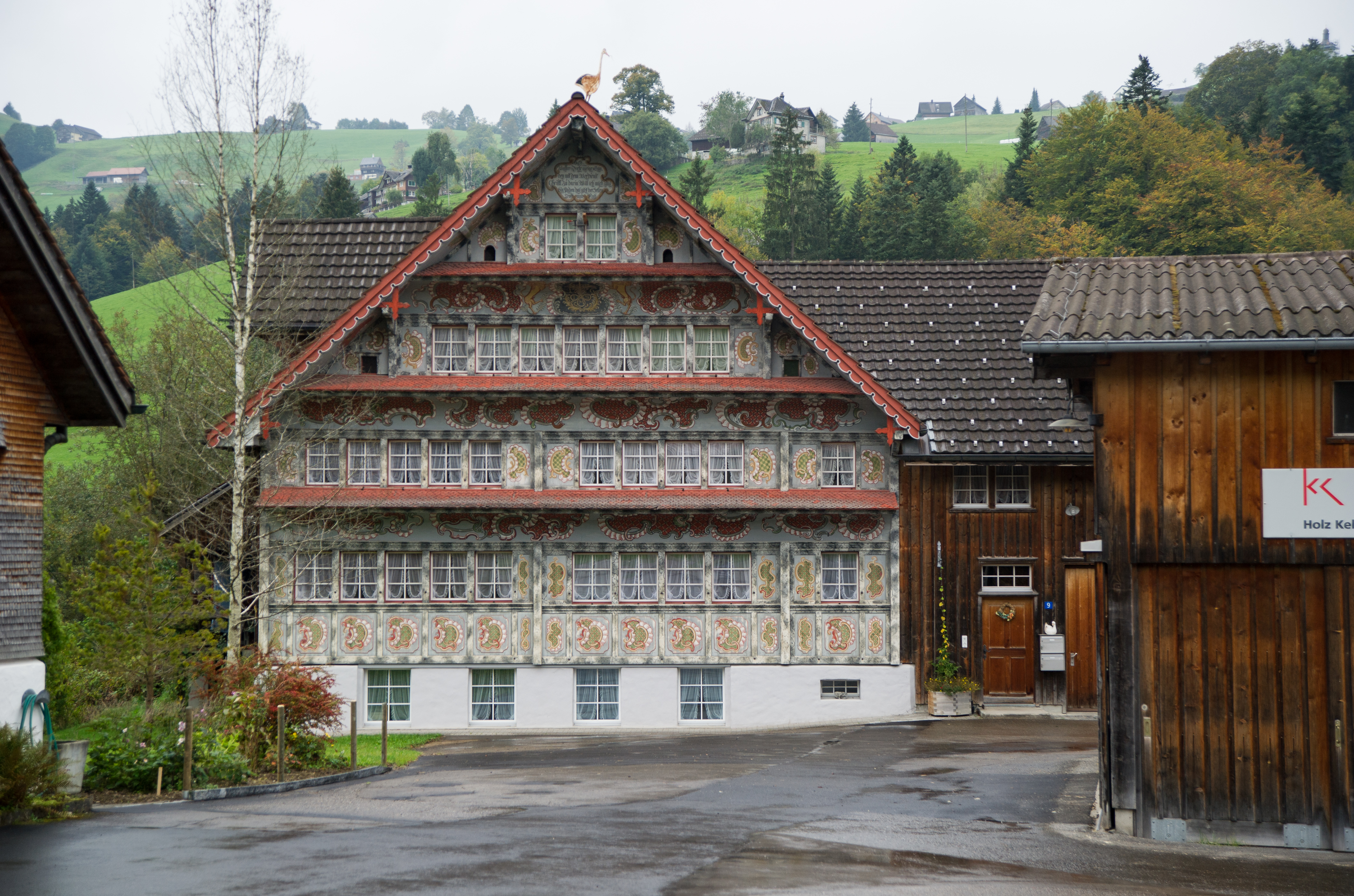
Vollständig bemalte Fassaden sind im Toggenburg selten.[48] Rokoko-Prunkfassade am 1776 erbauten Roten Haus im Bächli, Hemberg
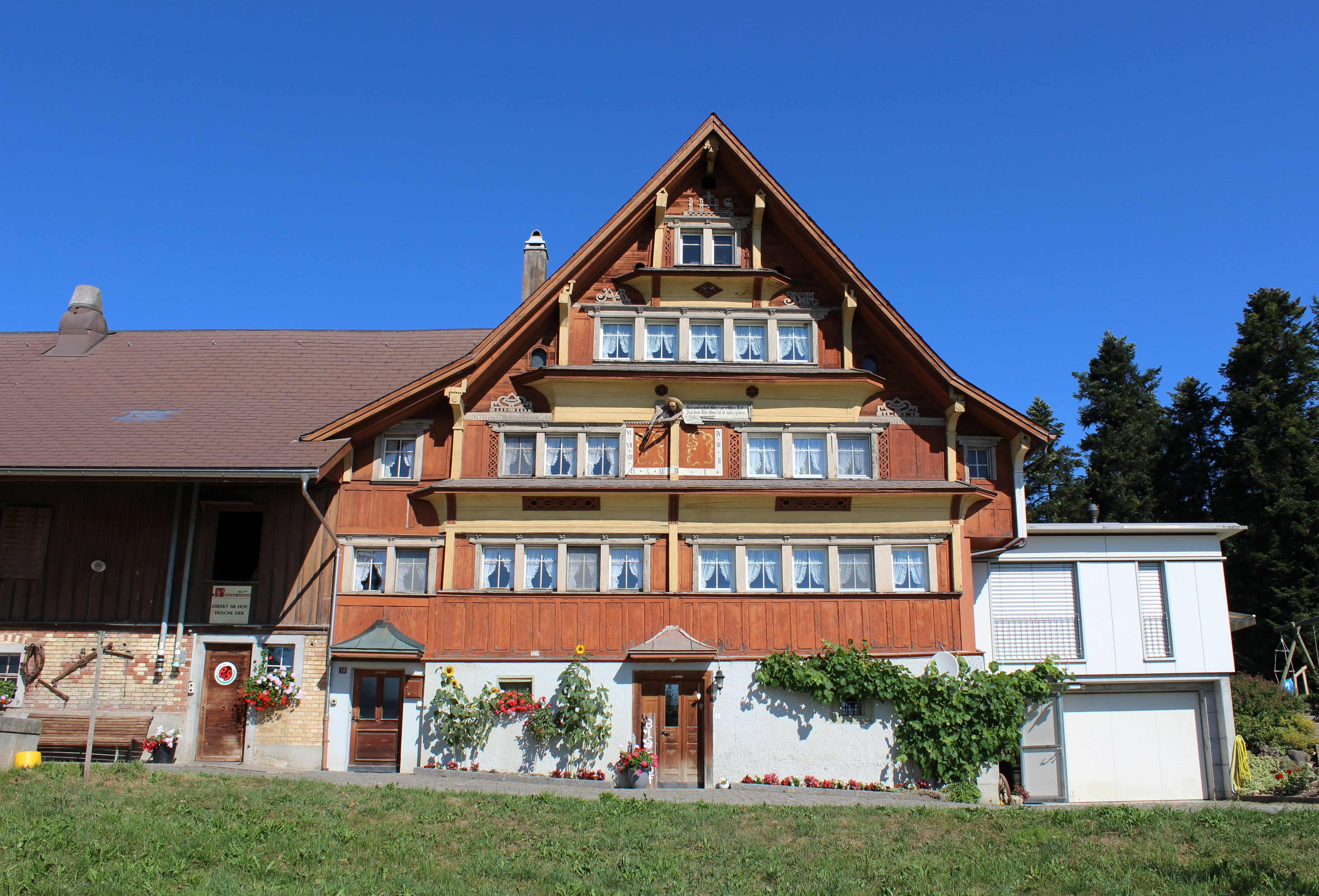
Der katholische Fridolin Anton Grob liess 1781 die gestrickte Fassade seines Hauses vertäfern und mit Klebdächern und einer Sonnenuhr versehen. Spilhusen, Mosnang
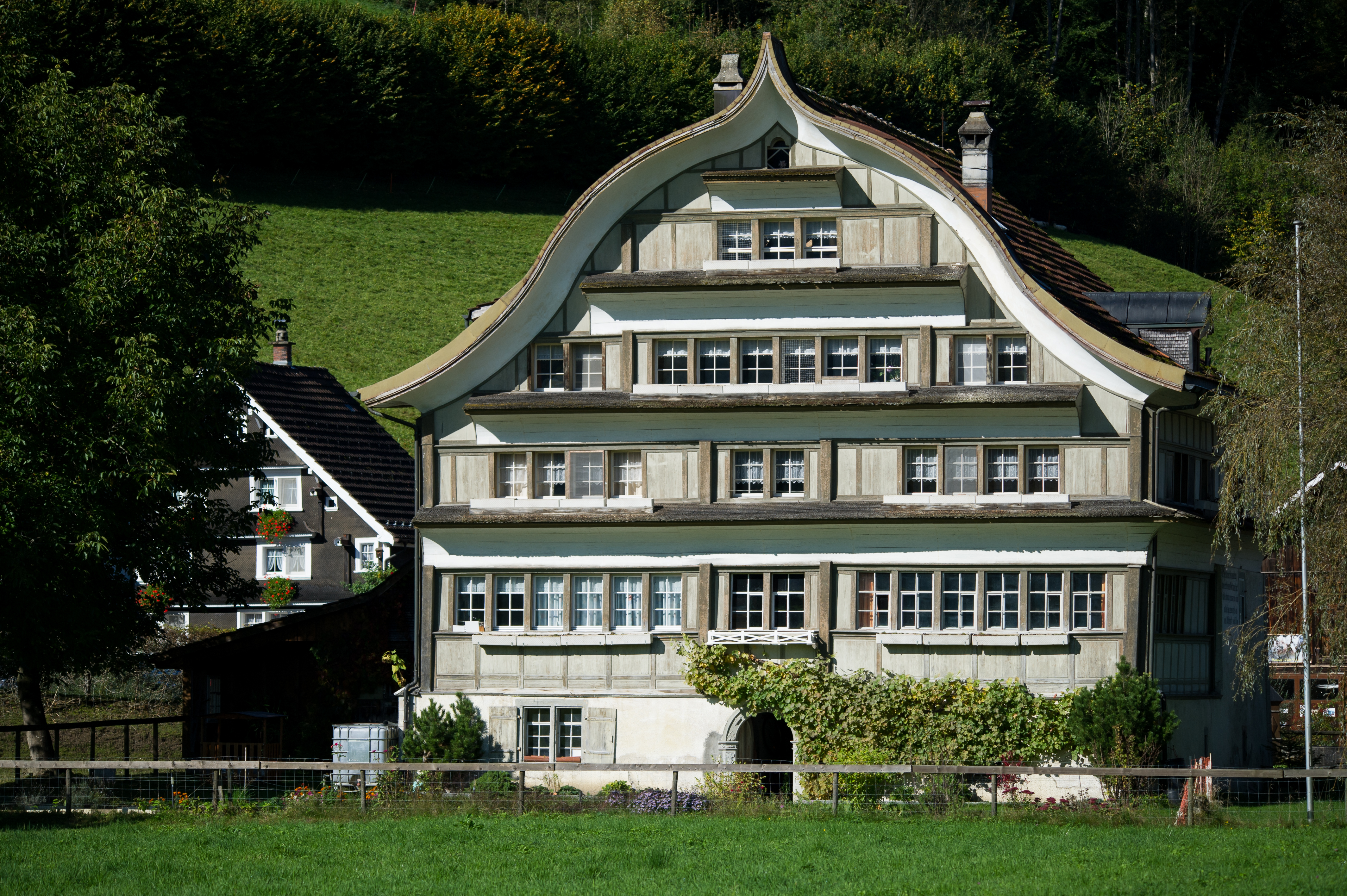
Fabrikanten- und Handelshaus mit Schweifgiebeldach aus dem Jahr 1813, Eingang mit Rundbogenportal und über Ost- und Westseite durchlaufendem Klebdach in Spreitenbach, Brunnadern
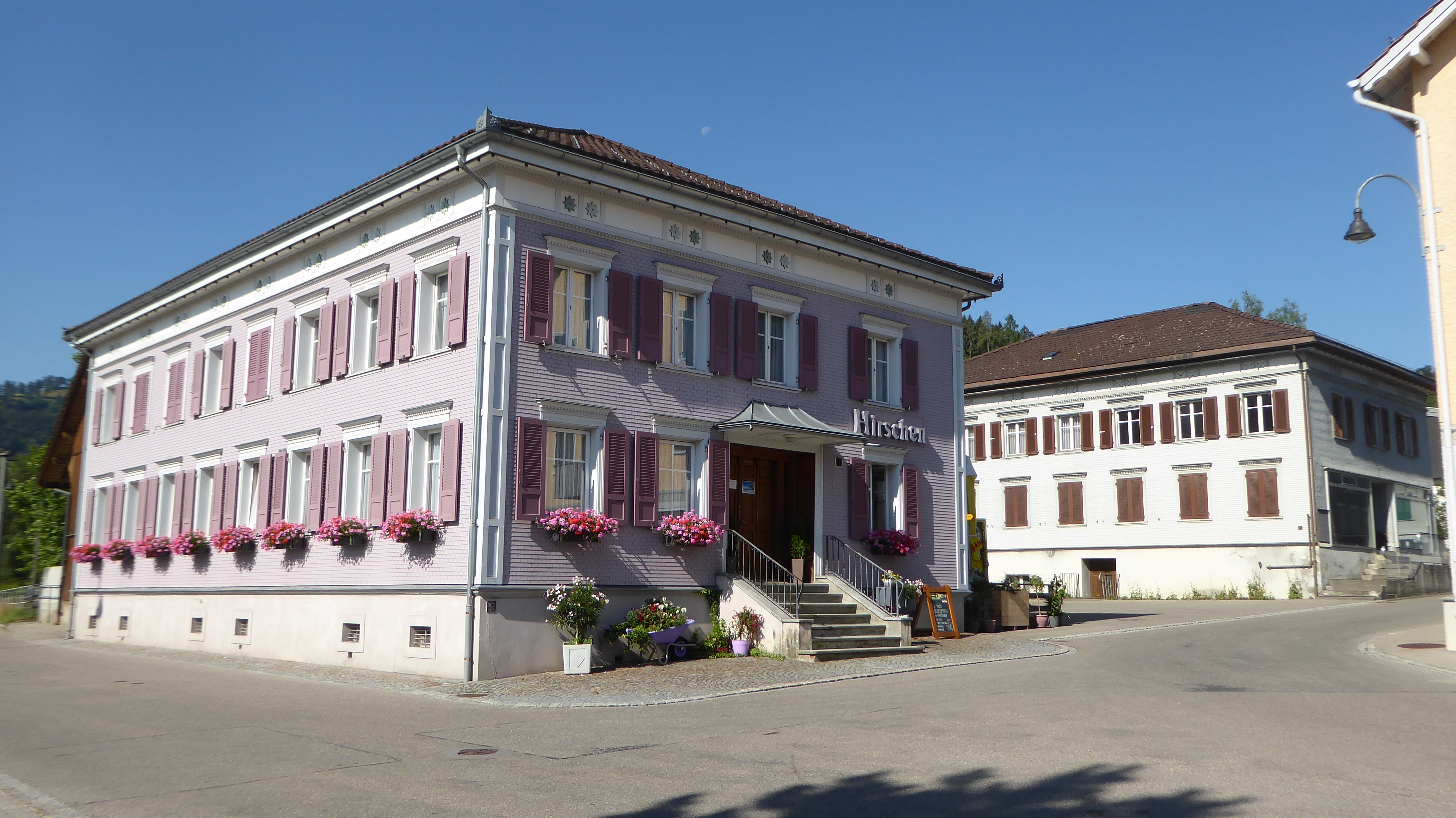
Im späteren 19. Jh. kam das Toggenburger Haus ausser Mode und wurde von einem würfelförmigen Haustyp abgelöst. Restaurant «Hirschen», Mosnang, erbaut nach dem Dorfbrand 1886
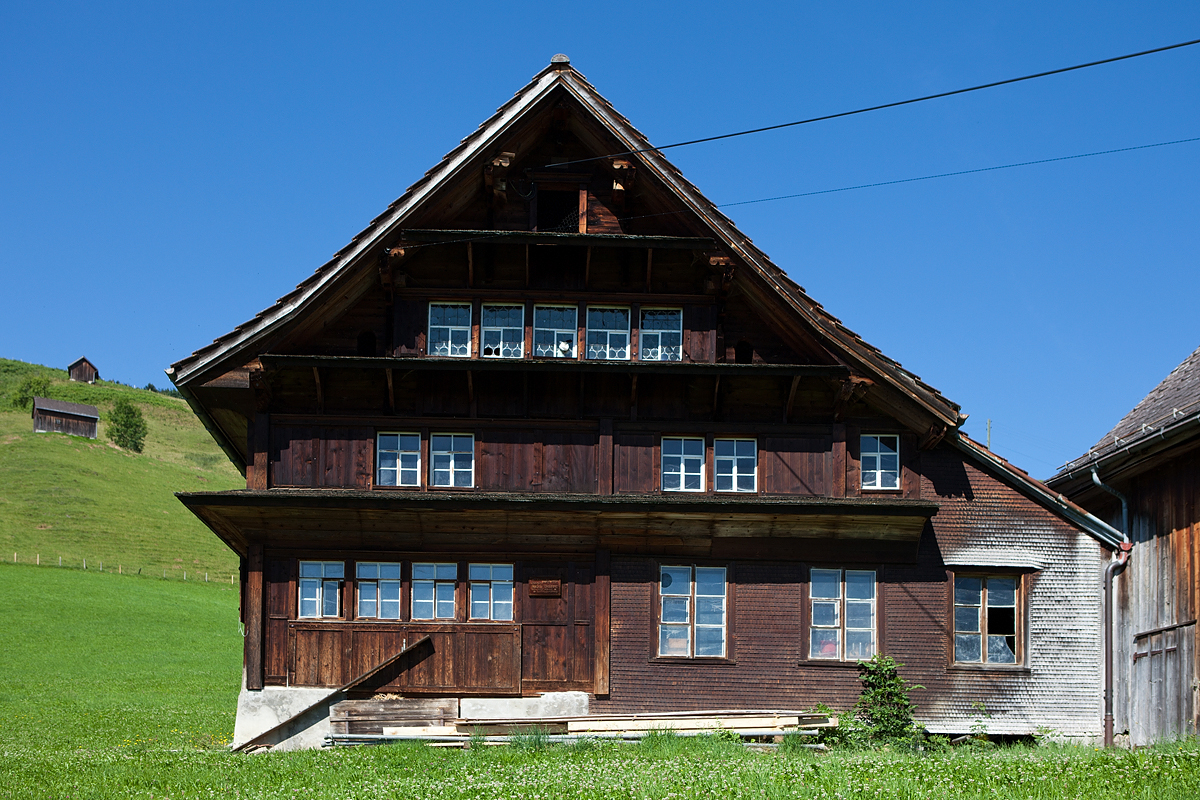
In der Stickereiblüte um 1900 wurden in vielen Häusern Handstickmaschinen aufgestellt, was an den grossen Fenstern erkennbar ist. Geburtshaus Ulrich Bräkers im Näppis, Wattwil
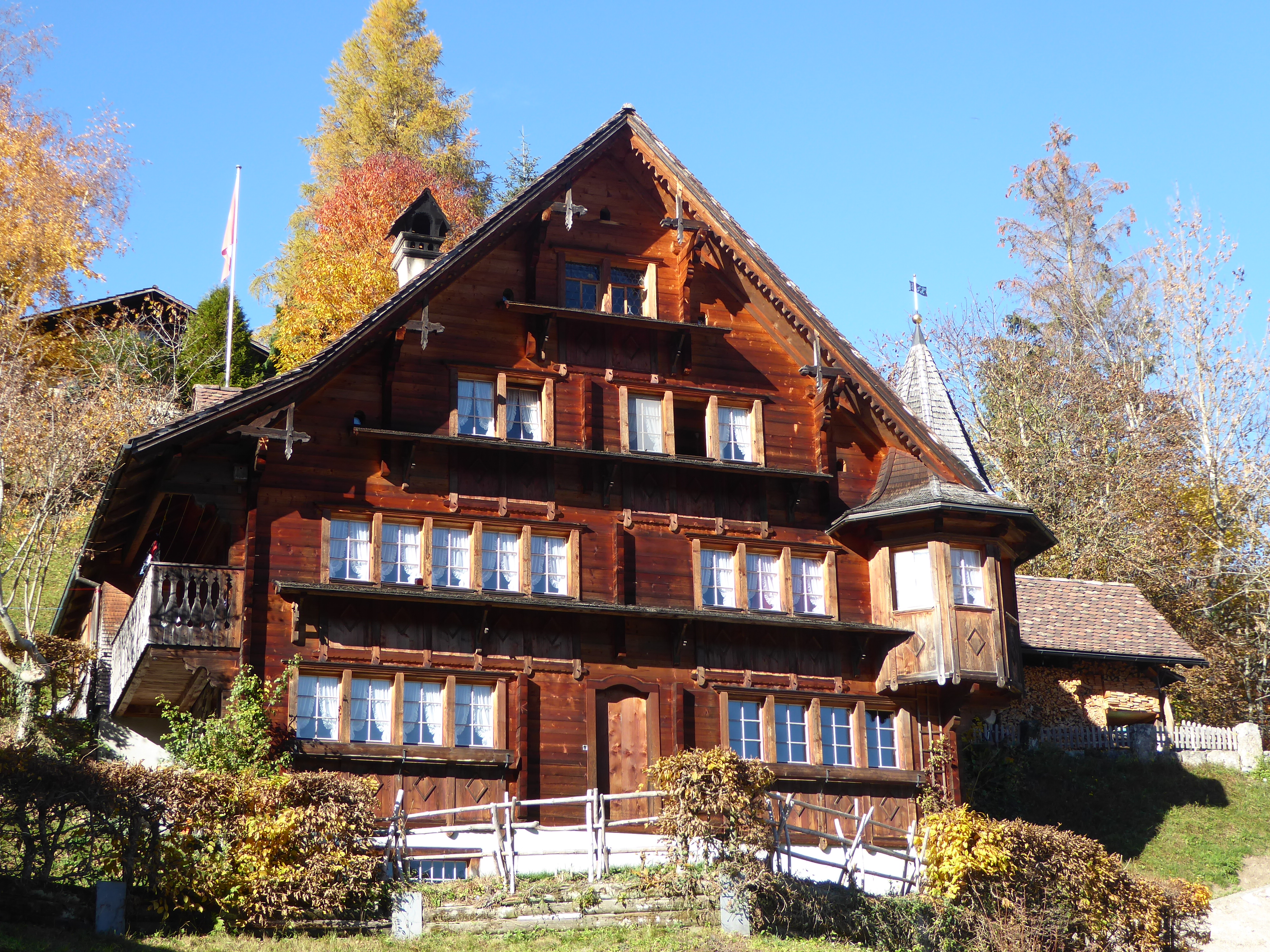
In den letzten Jahrzehnten gaben einige Bauherren Replikate in Auftrag. Türmlihaus in Libingen, linksseitig mit traditioneller Laube, die im hinteren Teil zur Erweiterung des Wohnraums verbaut ist.

## Siehe auch

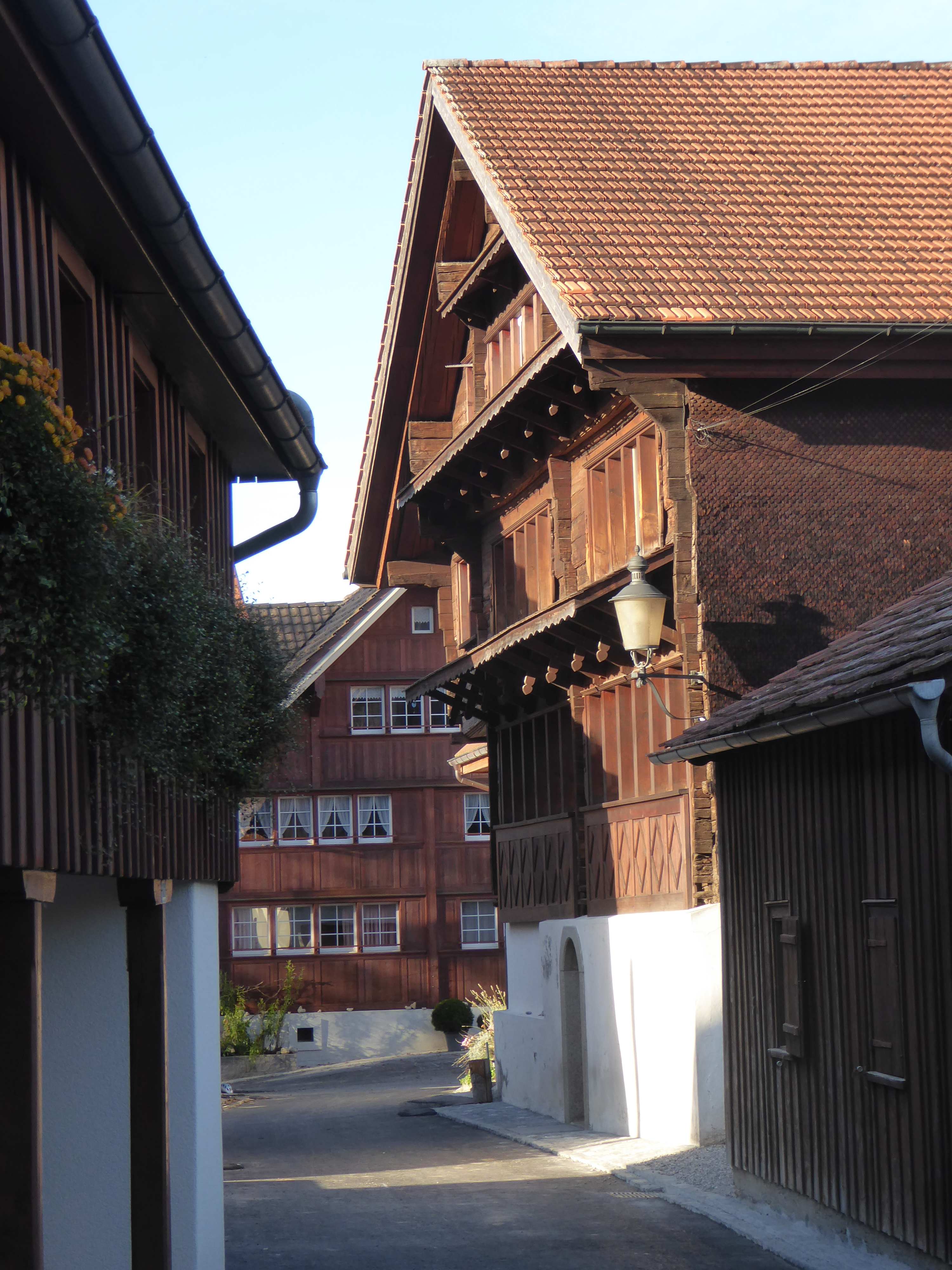
Rathausgasse in Burgau